# Wassy
Wassy [vasi] est une commune française située dans le département de la Haute-Marne, en région Grand Est.
Elle est connue principalement pour être le lieu du massacre de Wassy, en 1562, qui marqua le départ des guerres de Religion en France.

## Géographie

### Hydrographie
La commune est dans la région hydrographique « la Seine de sa source au confluent de l'Oise (exclu) » au sein du bassin Seine-Normandie. Elle est drainée par la Blaise, la Vivoire, l'ancienne rigole d'alimentation du Réservoir Leschères, le Fossé 01 de l'Étang de la Boulaye, la Maronne, le canal de Saint-Dizier à Wassy (canal désaffecté), le canal des Moulins, le cours d'eau 01 de la Fontaine au Bois, le cours d'eau 01 du Milanais, le Fossé 01 de la Taille des Boulangers, le Fossé 01 des Paradis, le Fossé 01 du Champ Lasseau, le Fossé 01 du Rond Fossé, le Fossé 06 de la commune de Wassy, le Fossé 08 de la commune de Wassy, la Fosse 15 de la commune de Louvemont, la Blaise, la rigole d'Alimentation les Leschères, le ru Merdan, le ruisseau de la Voie des Pres, le ruisseau des Fabriques et divers autres petits cours d'eau,.

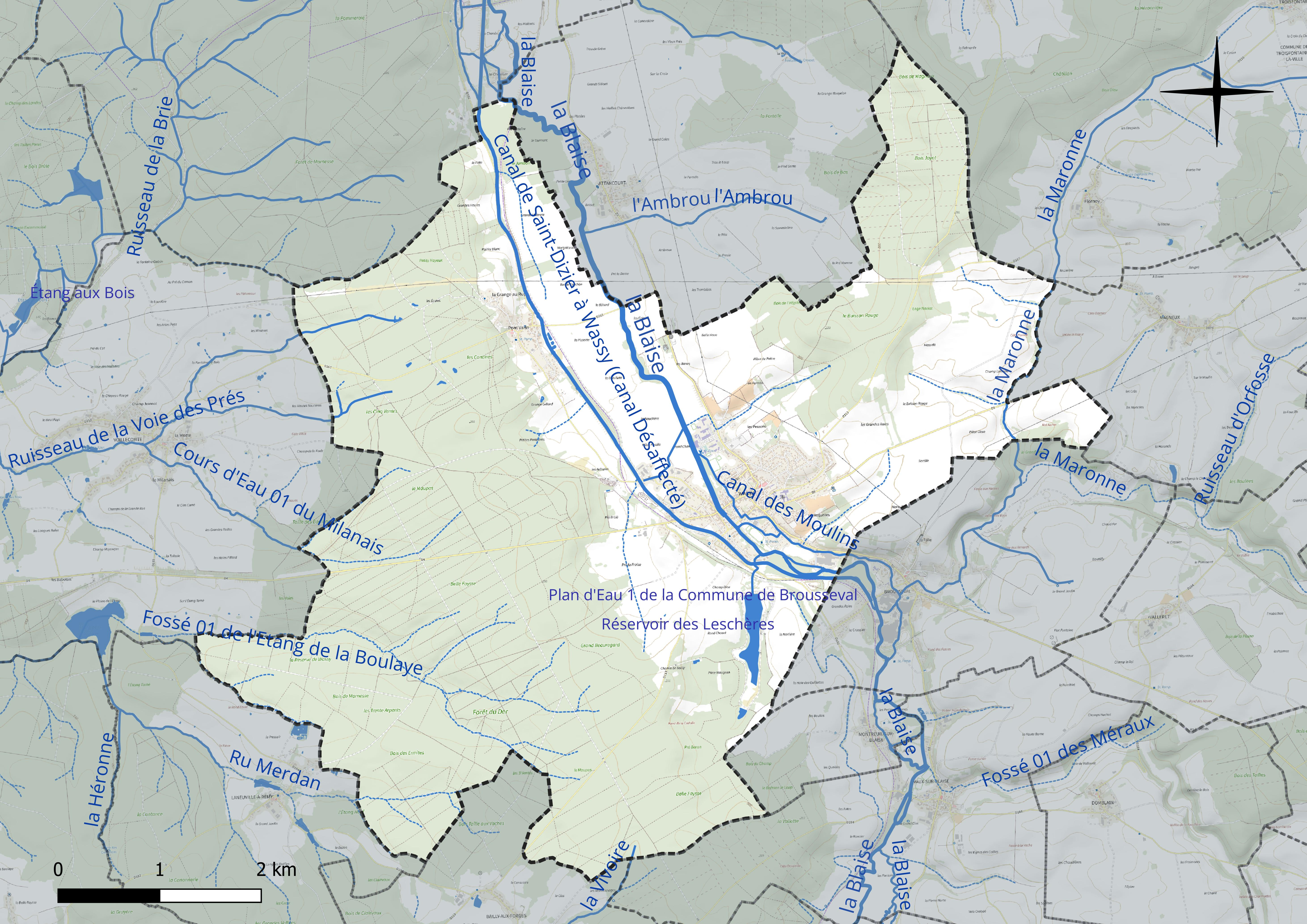
Réseau hydrographique de Wassy.

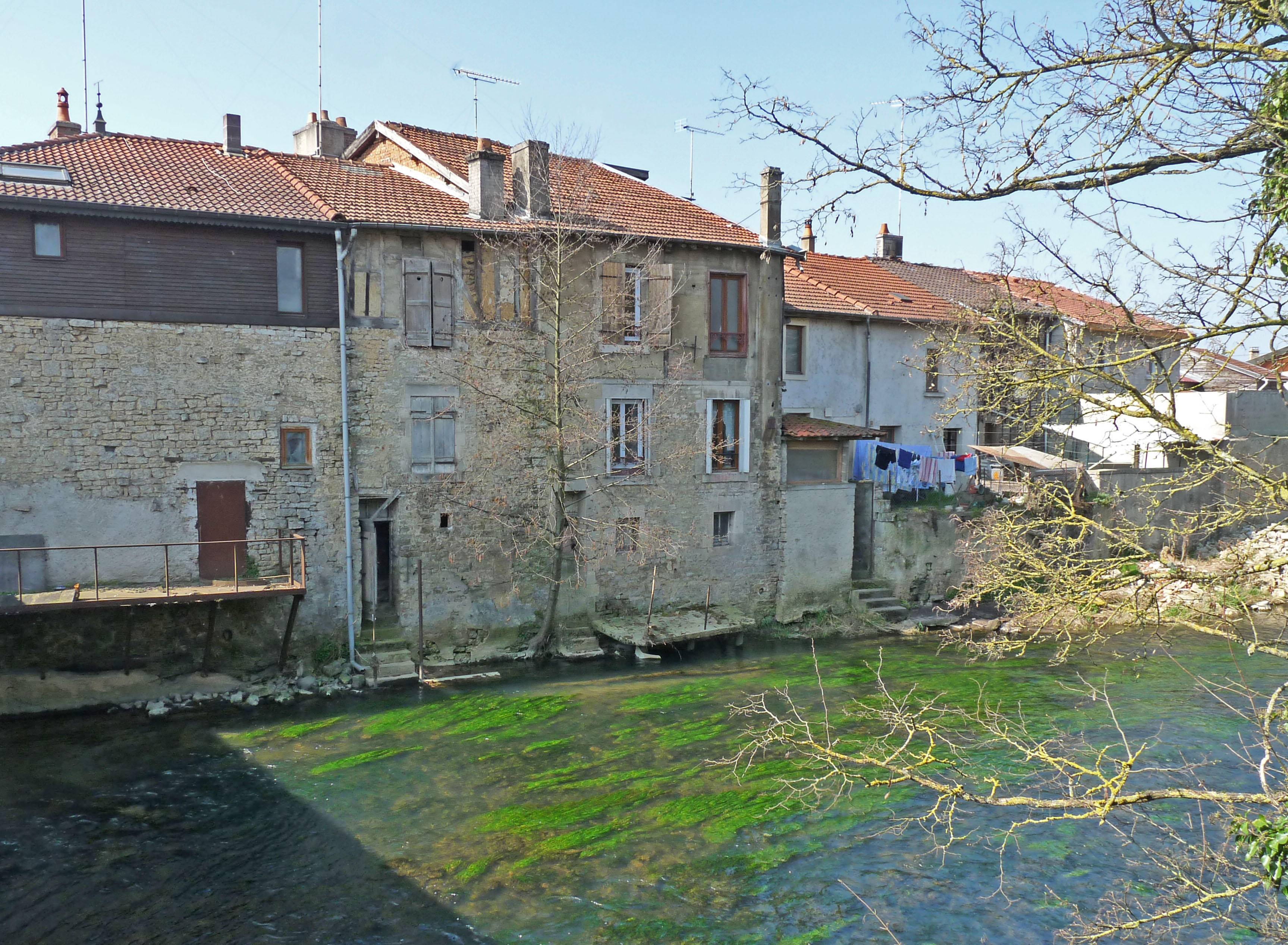
Maisons au bord de la Blaise.

La Blaise, d'une longueur de 86 km, prend sa source dans la commune de Gillancourt et se jette  dans la Marne à Isle-sur-Marne, après avoir traversé 34 communes, au nord du lac du Der (dans l’Antiquité, la Blaise allait, parallèle à la Marne, jusque Châlons-en-Champagne). Les caractéristiques hydrologiques de la Blaise sont données par la station hydrologique située sur la commune. Le débit moyen mensuel est de 4,82 m3/s. Le débit moyen journalier maximum est de 53,5 m3/s, atteint lors de la crue du 16 juillet 2021. Le débit instantané maximal est quant à lui de 62,8 m3/s, atteint le 15 juillet 2021.
La Vivoire, d'une longueur de 11 km, prend sa source dans la commune  et se jette  dans la Voire à Sommevoire, après avoir traversé cinq communes.
Un plan d'eau complète le réseau hydrographique : le réservoir des Leschères (10,9 ha),.

## Urbanisme

### Typologie
Au 1er janvier 2024, Wassy est catégorisée bourg rural, selon la nouvelle grille communale de densité à sept niveaux définie par l'Insee en 2022.
Elle appartient à l'unité urbaine de Wassy, une agglomération intra-départementale regroupant deux  communes, dont elle est ville-centre,,. Par ailleurs la commune fait partie de l'aire d'attraction de Saint-Dizier, dont elle est une commune de la couronne,. Cette aire, qui regroupe 72 communes, est catégorisée dans les aires de 50 000 à moins de 200 000 habitants,.

### Occupation des sols
L'occupation des sols de la commune, telle qu'elle ressort de la base de données européenne d’occupation biophysique des sols Corine Land Cover (CLC), est marquée par l'importance des forêts et milieux semi-naturels (62,5 % en 2018), une proportion sensiblement équivalente à celle de 1990 (62,6 %). La répartition détaillée en 2018 est la suivante :
forêts (58,6 %), terres arables (21 %), prairies (6,5 %), zones agricoles hétérogènes (4,6 %), milieux à végétation arbustive et/ou herbacée (3,9 %), zones urbanisées (3,8 %), zones industrielles ou commerciales et réseaux de communication (0,8 %), eaux continentales (0,7 %). L'évolution de l’occupation des sols de la commune et de ses infrastructures peut être observée sur les différentes représentations cartographiques du territoire : la carte de Cassini (XVIIIe siècle), la carte d'état-major (1820-1866) et les cartes ou photos aériennes de l'IGN pour la période actuelle (1950 à aujourd'hui).

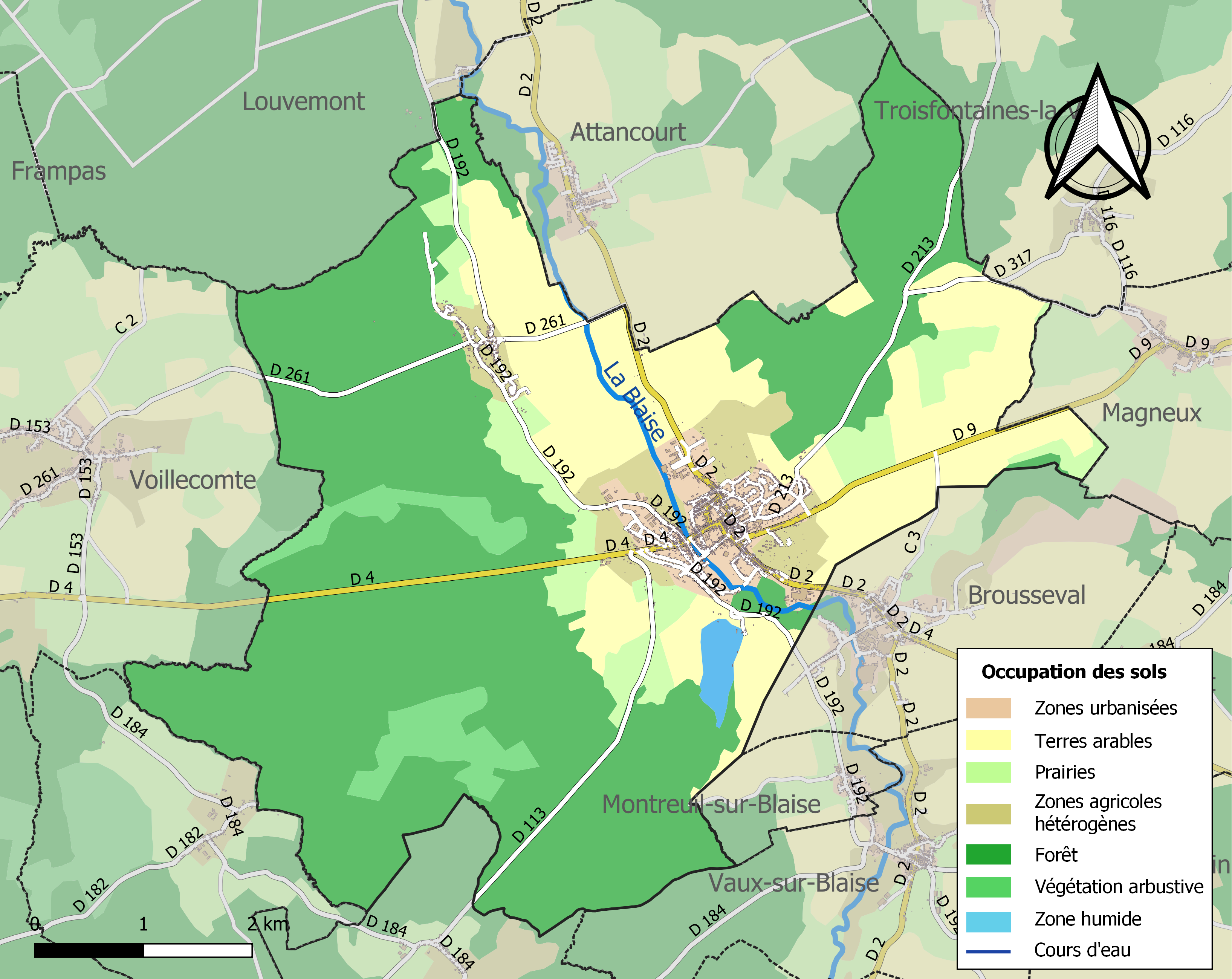
Carte des infrastructures et de l'occupation des sols de la commune en 2018 (CLC).

## Toponymie
Le rapprochement des anciens noms de Wassy, Vassy, Vuasiacus à la fin de l'Antiquité, de toponymes environnants (Val, Vallage, Vaux) et de celui des Vadicasses est tentant. En effet, d'après les géographes antiques Strabon et Ptolémée, les Vadicasses formaient une civitas (parmi la centaine que comptait la Gaule), localisée à l'extrémité ouest de celle des Leuques (Toul, Nasium/Naix-aux-Forges) ; ce qui autorise à émettre l'hypothèse d'une situation de la capitale des Vadicasses à Wassy.
La première apparition du nom de Wassy dans un document écrit date en 672, dans la charte de Childéric II qui octroyait une partie du finage de cette cité pour la fondation de l'abbaye de Montier-en-Der : in foreste dervo et in fine Vuasciacense.

## Histoire
Selon la tradition orale, Wassy aurait été incendiée et pillée par les légions romaines de l'empereur Caracalla.[réf. souhaitée]
Wassy aurait à nouveau été détruite par Attila avant ou après sa défaite à la bataille des champs Catalauniques.
Marie Stuart, née le 8 décembre 1542, reine d'Écosse puis reine de France, épouse de François II, reçut en don pour en jouir toute sa vie, des revenus des terres de Wassy, Chaumont et Saint-Dizier mais aucun document ne peut attester qu'elle ait séjourné à Wassy, même si la légende prétend qu'elle y inventa la recette des « caisses de Wassy ».

### Le massacre de Wassy
Le massacre de Wassy se produit le 1er mars 1562. Le duc François de Guise, seigneur de Joinville et chef du parti catholique, de passage, entend une cérémonie protestante : environ 500 protestants assistaient au culte dans une grange située dans l'enceinte du château, domaine royal.
Sous le prétexte que ce type de réunion est interdit en ville, il envoie ses hommes armés forcer les protestants à sortir. Les croyants assemblés pour un culte sont traités en rebelles armés et vingt-trois sont tués, cent blessés. Cet évènement dramatique donne le signal de la guerre civile et marque le début de la première guerre de religion entre les protestants et les catholiques.
Les historiens s'interrogent sur la préméditation ou non du massacre: s'il est vraisemblable qu'il faille écarter un plan d'ensemble d'extermination des protestants, l'intervention à Wassy s'inscrit néanmoins dans le cadre d'une plus vaste campagne d'intimidation de ces derniers et ne relève probablement pas de l'accident fortuit, sauf dans son ampleur.

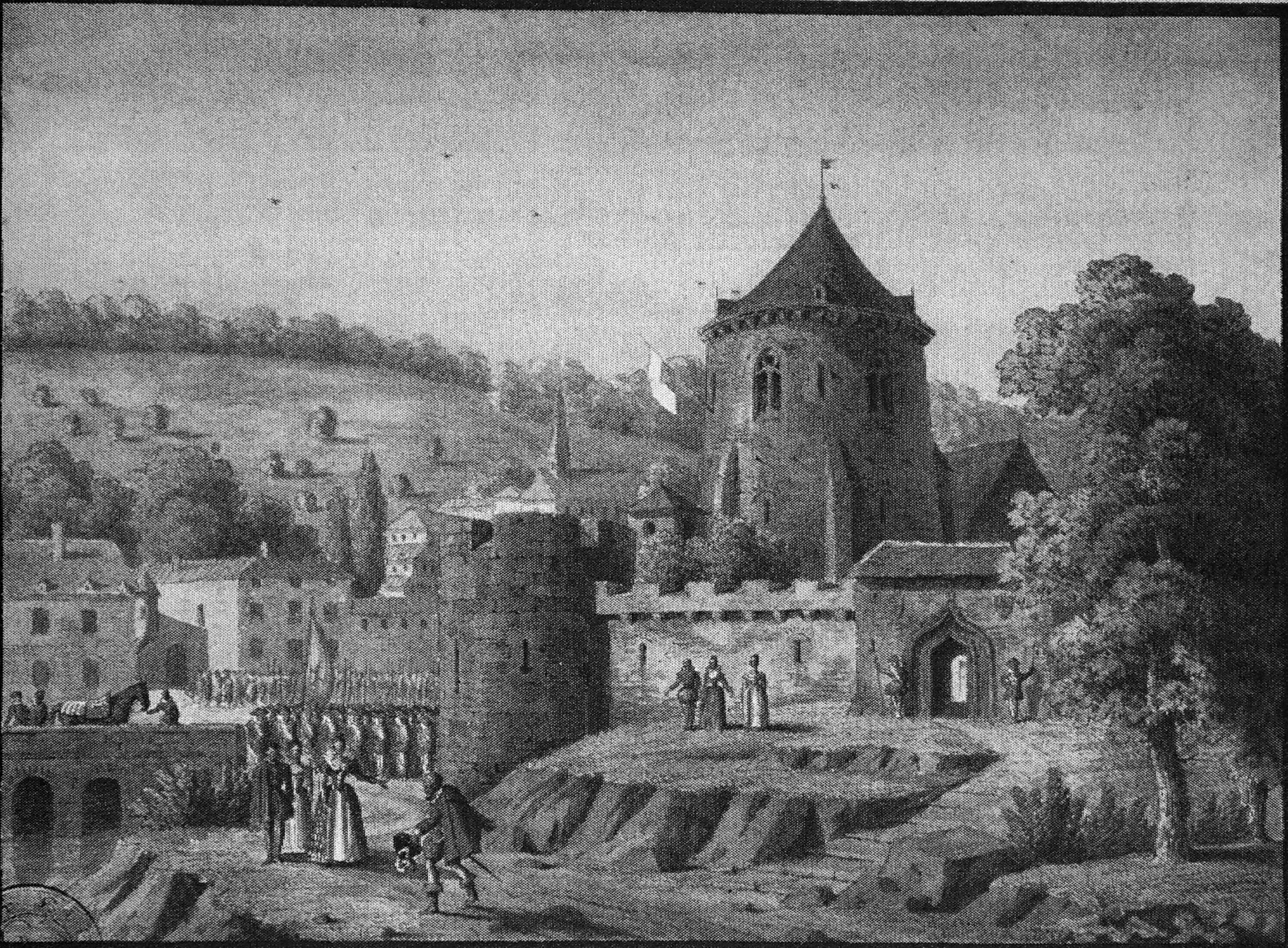
Le château de Wassy avec Marie Stuart par Pernot,
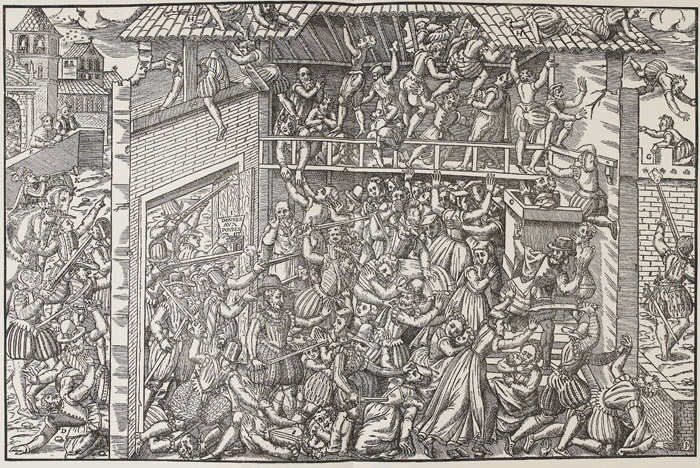
Le massacre de Wassy (gravure du XVIe siècle).
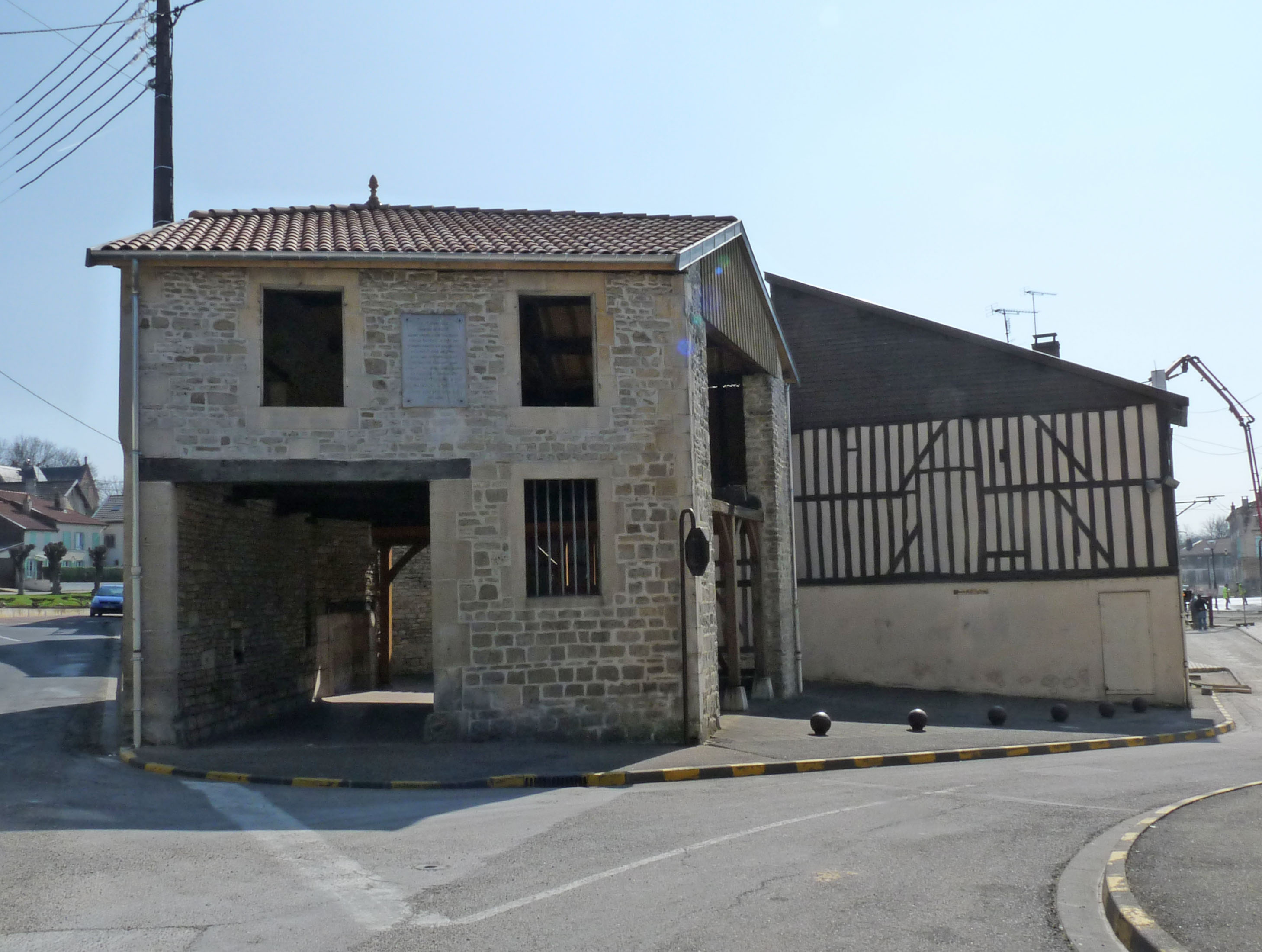
Grange du Massacre reconstituée à Wassy.
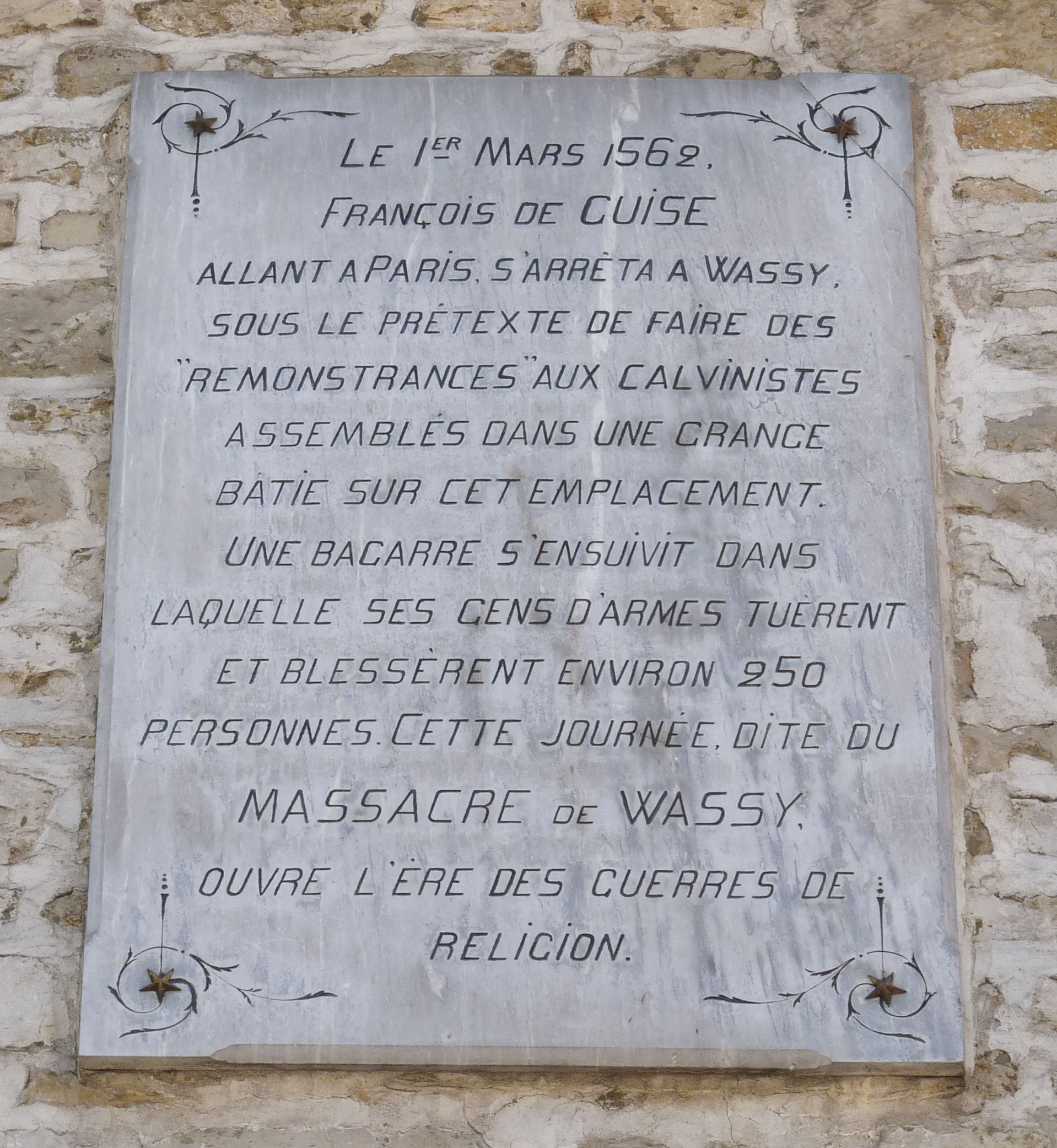
Plaque commémorative.

### Révolution française
Alors qu'ils sont prévus dans chaque commune par la loi du 21 mars 1793, les comités de surveillance locaux ne se créent qu'en octobre, après la loi du 17 septembre qui précise leur organisation. Les communes du canton de Wassy étant peu peuplées, il fut difficile de trouver les douze membres du comité dans chacune d'elles, et il fut décidé de former un comité de canton, siégeant à Wassy.

### Époque contemporaine

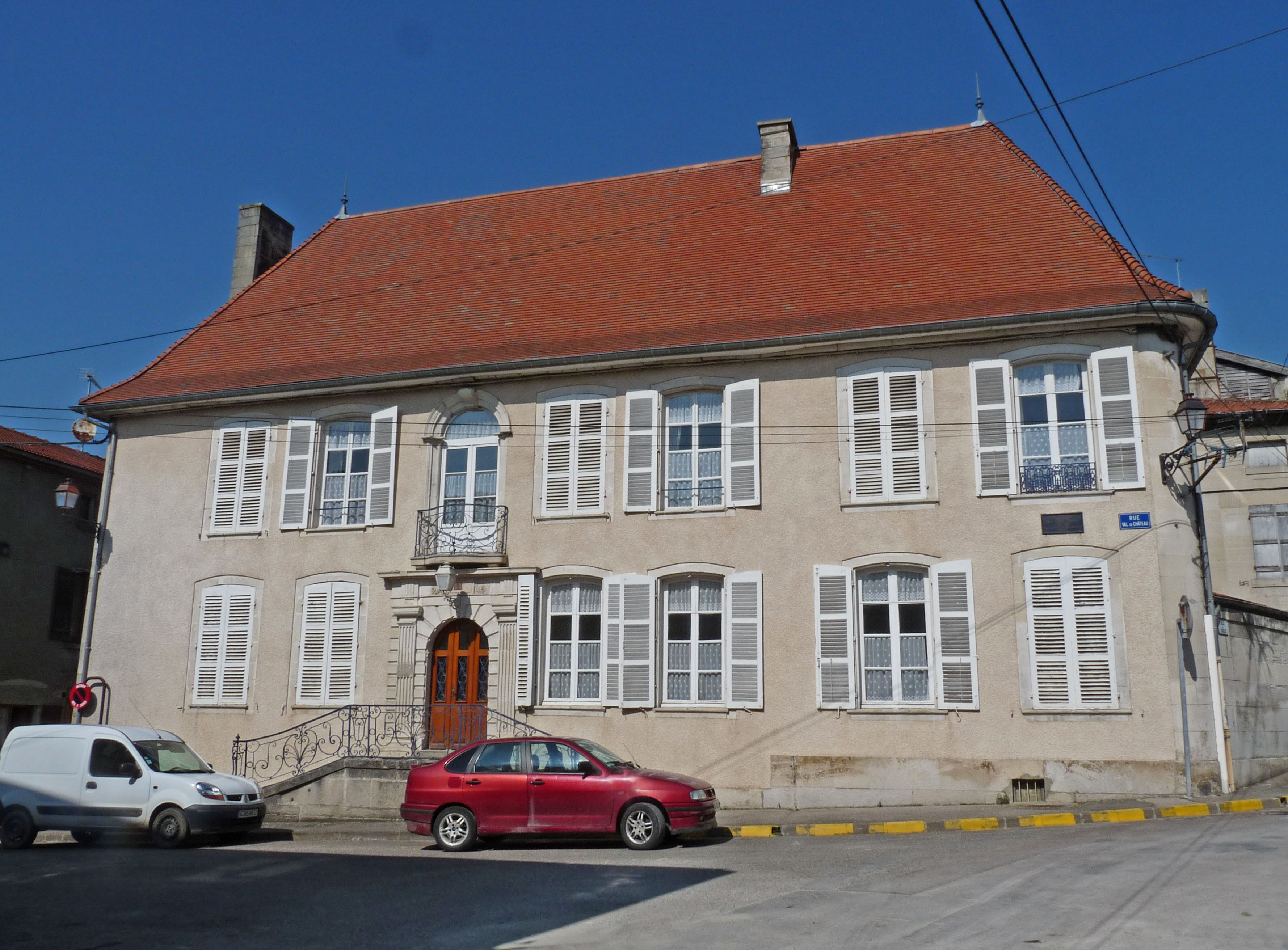
Maison Claudel.

Au XIXe siècle, Camille et Paul Claudel habitèrent deux ans Wassy (leur père y était conservateur des hypothèques). La première œuvre de Camille Claudel, une tête de Bismarck, a été réalisée à Wassy et est encore visible dans l'hôtel de ville. Camille Saint-Saëns y vint de nombreuses fois chez sa grand-mère (tout petit enfant, il se plaignait auprès de sa grand-mère car la bouilloire de celle-ci « chantait faux » !…)
Le 7 juin 1892, le président de la République Sadi Carnot, (de retour de Lunéville, Nancy et Toul, en train présidentiel) vint inaugurer la magnifique gare de Wassy et la ligne Troyes-Nancy directe, par Brienne, Wassy et Sorcy. (La gare de Wassy est maintenant animée par l'Association des Amis de la gare de Wassy et a servi de site de tournage à deux longs métrages : Je m'appelle Victor de Guy Jacques et Un vrai bonheur, le film de Didier Caron).
Wassy fut le siège d'une sous-préfecture, jusqu'à la suppression de l'arrondissement de Wassy en 1926. En 1940, l'arrondissement fut restauré, mais avec un nouveau chef-lieu, Saint-Dizier, ville qui était devenue beaucoup plus grande que Wassy, laquelle resta donc simple chef-lieu de canton.

## Politique et administration

### Administration municipale
Le nombre d'habitants au dernier recensement étant compris entre 2 500 et 3 499, le nombre de membres du conseil municipal est de 23.

### Liste des maires
| Période                                  | Période                       | Identité                      | Étiquette | Qualité                                                                   |
| ---------------------------------------- | ----------------------------- | ----------------------------- | --------- | ------------------------------------------------------------------------- |
| 1945                                     | 1945                          | Jules Lambinon                |           | Directeur d'école                                                         |
| 1945                                     | 1952                          | Frédéric Benoît               | Rad.      | Chirurgien Conseiller général de Wassy (1961 → 1967)                      |
| 1952                                     | 1957                          | Jean Cochard                  |           | Avocat                                                                    |
| 1957                                     | mars 1977                     | Roger Saisdubreil (1915-1993) |           | Négociant                                                                 |
| mars 1977                                | mars 1989                     | Frédéric Benoît               | Rad.-MRG  | Chirurgien                                                                |
| mars 1989                                | mars 2001                     | Jacques Labarre               | DVG       | Enseignant Conseiller général de Wassy (1998 → 2015)                      |
| mars 2001                                | octobre 2004 (décès)          | Marc Saisdubreil              |           | Chef de service                                                           |
| octobre 2004                             | juin 2005                     | Denis Vuillaume               |           | Entrepreneur                                                              |
| juin 2005                                | octobre 2005                  | Francois Siri                 |           | Agent PTT Maire par intérim                                               |
| octobre 2005                             | mars 2008                     | André Guyot                   | PS        | Enseignant                                                                |
| mars 2008                                | mars 2014                     | Alain Gavier                  | PS        | Psychologue                                                               |
| mars 2014                                | mai 2020                      | Christel Mathieu              | DVD       | Retraité de la Caisse d'épargne                                           |
| mai 2020                                 | En cours (au 23 octobre 2020) | Jean-Alain Charpentier        | SE        | Vice-président de la CA Saint-Dizier, Der et Blaise Réélu en octobre 2020 |
| Les données manquantes sont à compléter. |                               |                               |           |                                                                           |

À la suite de l'annulation du scrutin de mars 2020 par le tribunal administratif de Châlons-en-Champagne, une élection municipale partielle est organisée le 18 octobre 2020. Elle voit la victoire de la liste « Idées communes Wassy Pont-Varin » conduite par Jean-Alain Charpentier, maire par intérim, avec 56,32	% des suffrages contre 43,67 % pour la liste de Pascal Bossan, « Wassy Pont-Varin, un nouvel horizon, une attractivité renforcée ». Il est à nouveau désigné maire par le conseil municipal le 23 octobre 2020.

### Administration territoriale
Wassy est un chef-lieu de canton de la Haute-Marne, dans l'arrondissement de Saint-Dizier. Le canton de Wassy groupe 20 communes et comptait 8 166 habitants lors du recensement de 1999.

### Jumelages
- Eppingen (Allemagne).

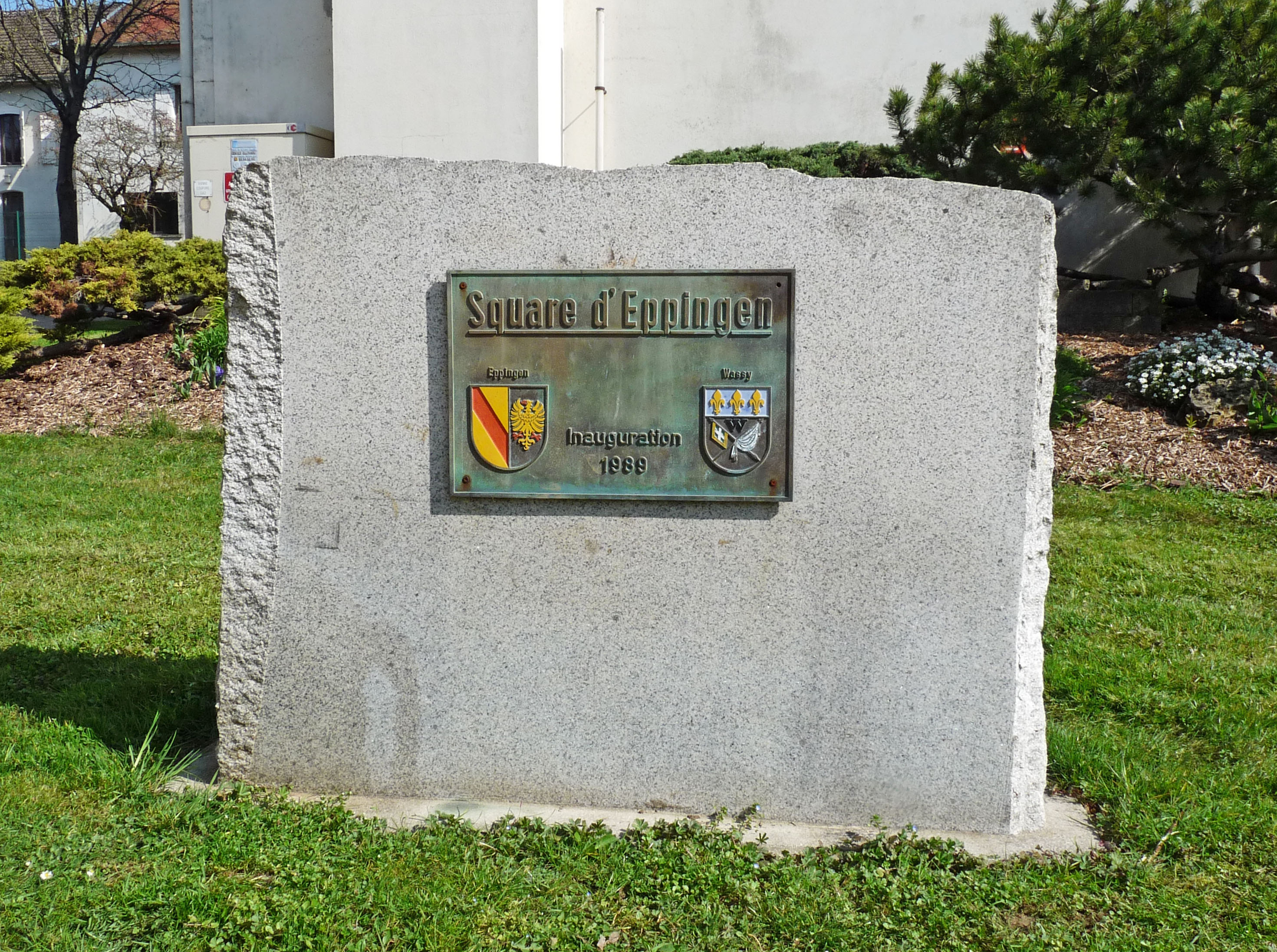
Square d'Eppingen.

Un square d'Eppingen a été inauguré à Wassy en 1989.

## Population et société

### Démographie
Les habitants de la commune sont appelés les Wasseyens.

#### Évolution démographique
L'évolution du nombre d'habitants est connue à travers les recensements de la population effectués dans la commune depuis 1793. Pour les communes de moins de 10 000 habitants, une enquête de recensement portant sur toute la population est réalisée tous les cinq ans, les populations de référence des années intermédiaires étant quant à elles estimées par interpolation ou extrapolation. Pour la commune, le premier recensement exhaustif entrant dans le cadre du nouveau dispositif a été réalisé en 2005.

En 2022, la commune comptait 2 776 habitants, en évolution de −3,98 % par rapport à 2016 (Haute-Marne : −4,62 %, France hors Mayotte : +2,11 %).
| 1793  | 1800  | 1806  | 1821  | 1831  | 1836  | 1841  | 1846  | 1851  |
| ----- | ----- | ----- | ----- | ----- | ----- | ----- | ----- | ----- |
| 3 000 | 2 170 | 2 264 | 2 345 | 2 581 | 2 694 | 2 843 | 2 812 | 2 867 |

| 1856  | 1861  | 1866  | 1872  | 1876  | 1881  | 1886  | 1891  | 1896  |
| ----- | ----- | ----- | ----- | ----- | ----- | ----- | ----- | ----- |
| 2 807 | 2 927 | 3 105 | 3 112 | 3 284 | 3 584 | 3 720 | 3 986 | 3 697 |

| 1901  | 1906  | 1911  | 1921  | 1926  | 1931  | 1936  | 1946  | 1954  |
| ----- | ----- | ----- | ----- | ----- | ----- | ----- | ----- | ----- |
| 3 668 | 3 674 | 3 609 | 3 353 | 3 347 | 3 242 | 2 983 | 2 943 | 3 165 |

| 1962  | 1968  | 1975  | 1982  | 1990  | 1999  | 2005  | 2006  | 2010  |
| ----- | ----- | ----- | ----- | ----- | ----- | ----- | ----- | ----- |
| 3 152 | 3 286 | 3 228 | 3 316 | 3 291 | 3 294 | 3 090 | 3 097 | 2 980 |

| 2015  | 2020  | 2022  | - | - | - | - | - | - |
| ----- | ----- | ----- | - | - | - | - | - | - |
| 2 894 | 2 780 | 2 776 | - | - | - | - | - | - |

### Manifestations culturelles et festivités

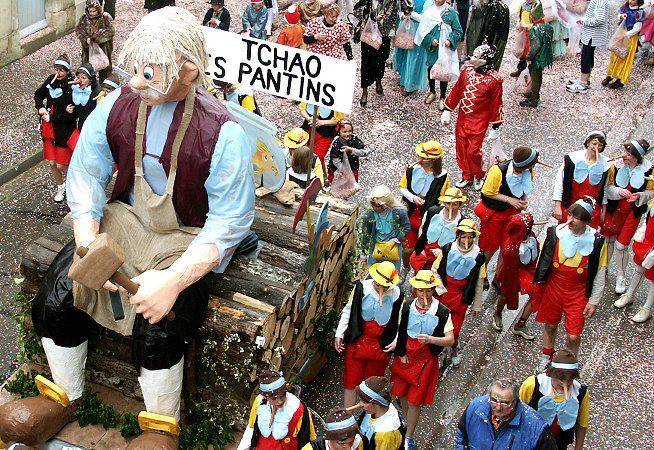
Carnaval de Wassy en 2005.

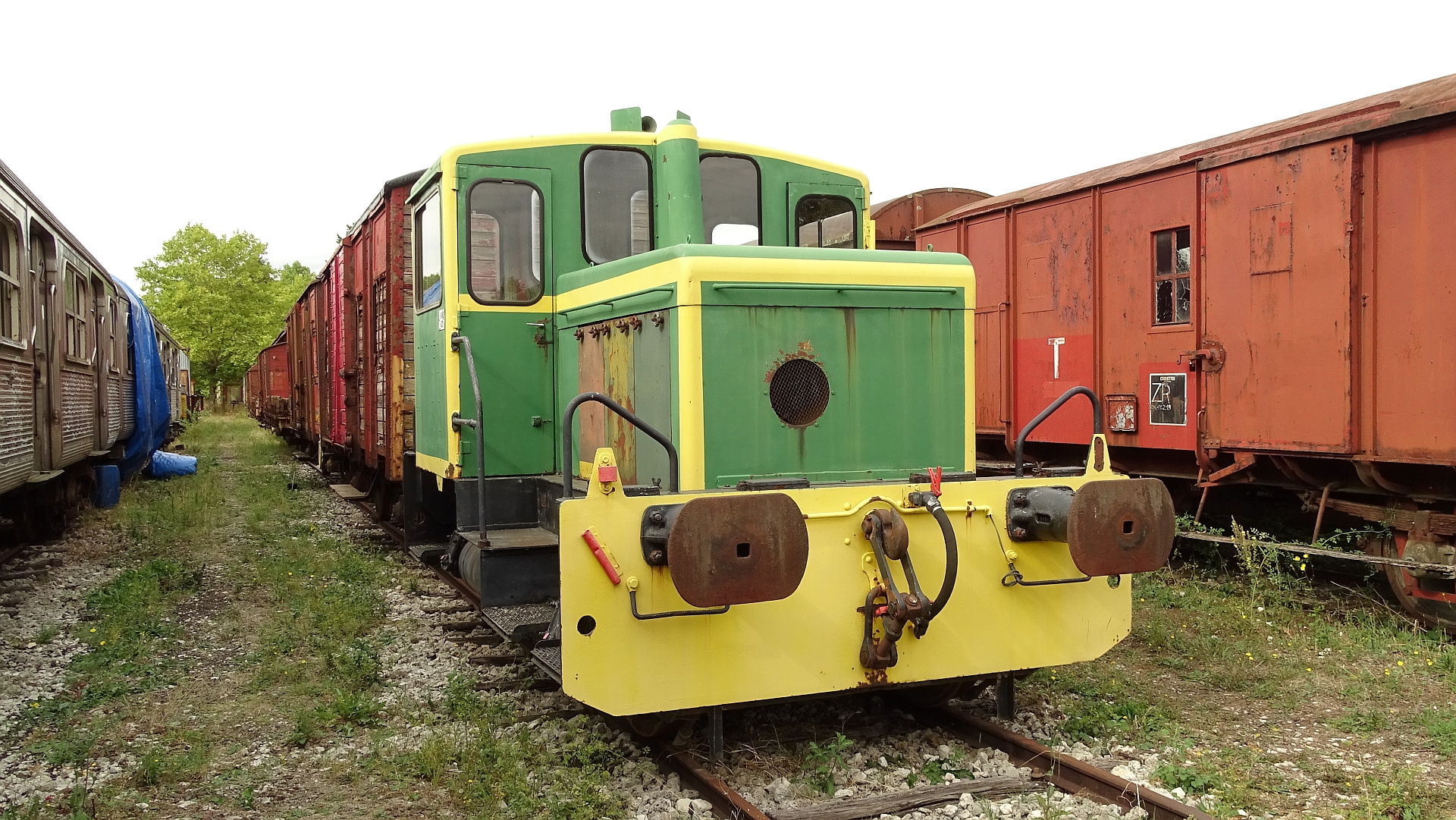
Y 2200 à Amis de la Gare de Wassy

Fêtes carnavalesques : Le Carnaval est célébré le deuxième dimanche après Pâques.

### Enseignement
Wassy est située dans l'académie de Reims.

#### Écoles
Elle administre une école maternelle et une école élémentaire regroupant 271 élèves en 2014-2015.

#### Collège Paul-Claudel
Le collège accueillait 410 élèves en 2014-2015. Il est notoire pour la rénovation de son bâtiment principal, pour sa participation au projet Comenius et pour sa section sportive « kayak ».
La rénovation des bâtiments a été réalisée à partir de l'année 2008, à la suite d’un concours d’architecture dont les prestations ont été remises en janvier 2007. Les travaux, concernant une surface de 5 000 m2 se sont achevés en mars 2011. Le collège a été primé pour les systèmes basse consommation dont il est équipé depuis sa rénovation. Ce prix, remis par l'Agence de l'environnement et de la maîtrise de l'énergie (ADEME), le conseil régional de Champagne-Ardenne et l'Agence régionale de la construction et de l'aménagement durables (ARCAD), « a pour objectif de distinguer des opérations de construction ou de réhabilitation de bâtiments exemplaires, qui illustrent la possibilité d’atteindre la basse consommation à des coûts maîtrisés grâce aux techniques existantes. ».
Dans le cadre du projet européen Comenius, le collège a démarré en 2012 un projet ayant pour but de faire travailler en commun des professeurs et des élèves de plusieurs pays de l’Union Européenne ou proches de l’Union Européenne : Allemagne, Autriche, Lituanie, Portugal, Chypre, Islande et Turquie.
La section sportive de kayak a été créée en 1993 par Alain Annesser, professeur d'EPS. Pour y entrer, la sélection a lieu durant la classe de CM2, dans les écoles primaires avoisinantes. Les élèves sélectionnés sont au nombre de douze chaque année. Ils ont ensuite durant leurs quatre années de collège, des heures consacrés au kayak. De nombreux événements sont organisés autour du kayak comme la participation au Téléthon, « les 8 heures de kayak en fête », les championnats académiques… De plus, chaque élève kayakiste a l'occasion, deux fois pendant ses années collège, de partir dans différents régions françaises pour pratiquer le kayak en eaux vives.

## Culture locale et patrimoine

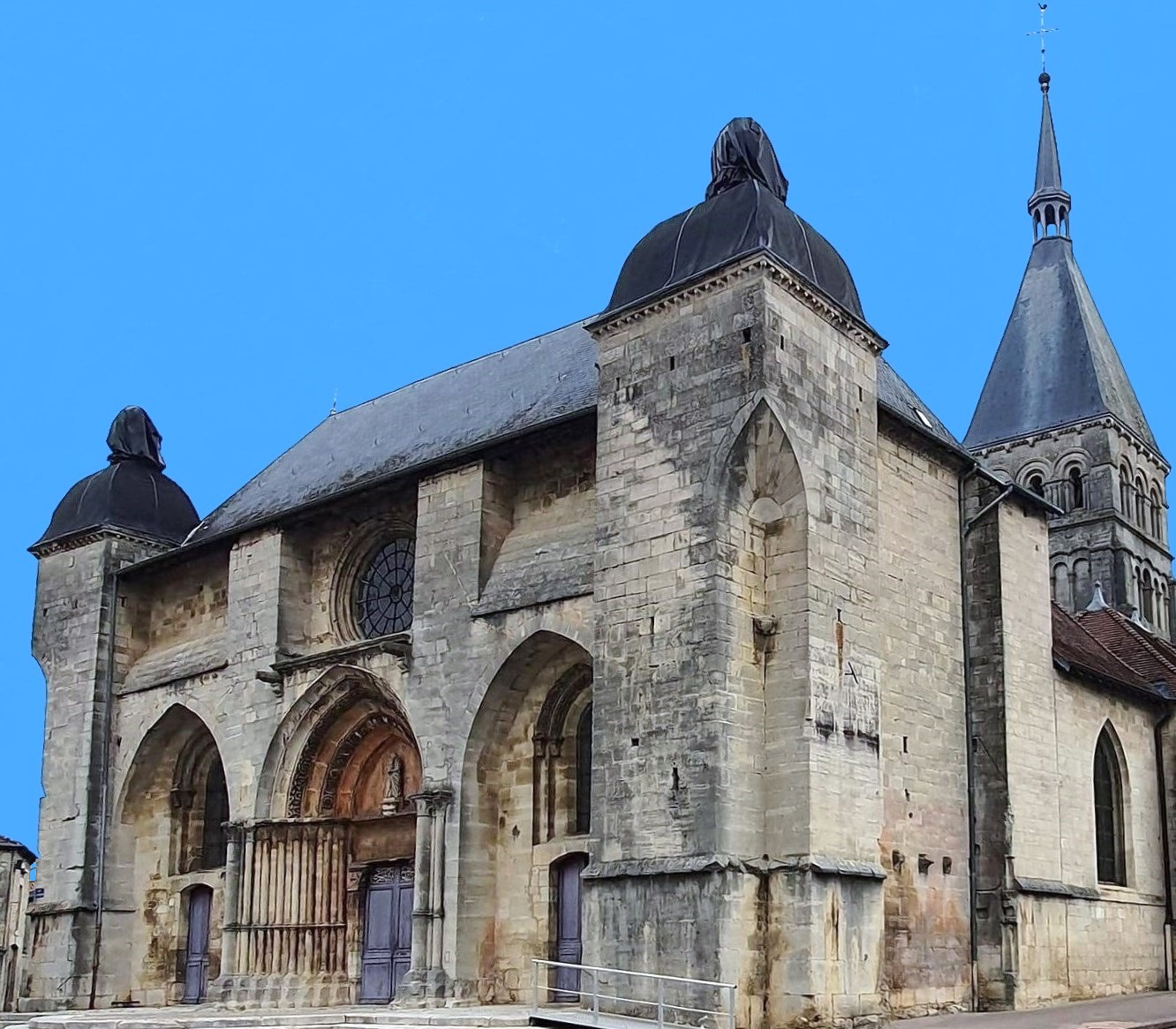
L'église Notre-Dame

### Lieux et monuments

#### Architecture religieuse
- L'église Notre-Dame est de style roman fortifié. Elle a été « classée » au titre des monuments historiques en 1875[29]. Le grand orgue est l'un des trois Le Bé que possède la région – les deux autres se trouvant à Chaource et à Joinville. Il a été classé monument historique le 15 janvier 1965 pour le mobilier et le 8 mai 1973 pour la partie instrumentale[30].
- L'église Saint-Memmie à Pont-Varin.
- Deux chapelles de Wassy portent l'empreinte du peintre religieux régional Joseph-Constant Ménissier. Vers 1840, il fut sollicité pour décorer la voûte de la chapelle du couvent des Dames de Saint-Maur. Il y peignit une série de fresques représentant des scènes de la vie du Christ. Transformé depuis en centre socio-culturel, le bâtiment est aujourd'hui désigné comme « la chapelle Ménissier ». Quelques années plus tard, en 1848, on confia également à l'artiste la décoration de la chapelle qui se trouve au centre de l'hôpital Saint-Charles.

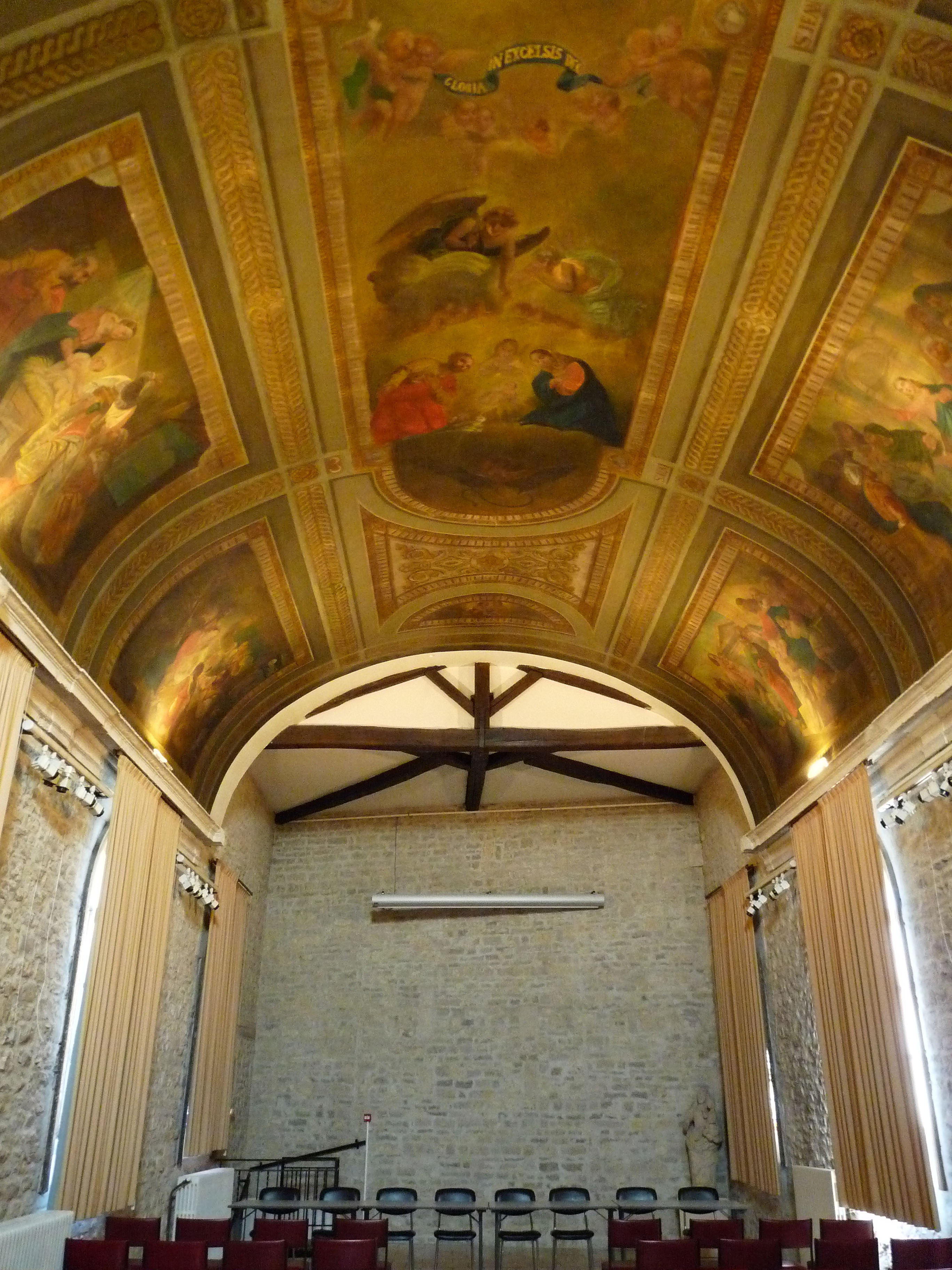
La chapelle Ménissier.
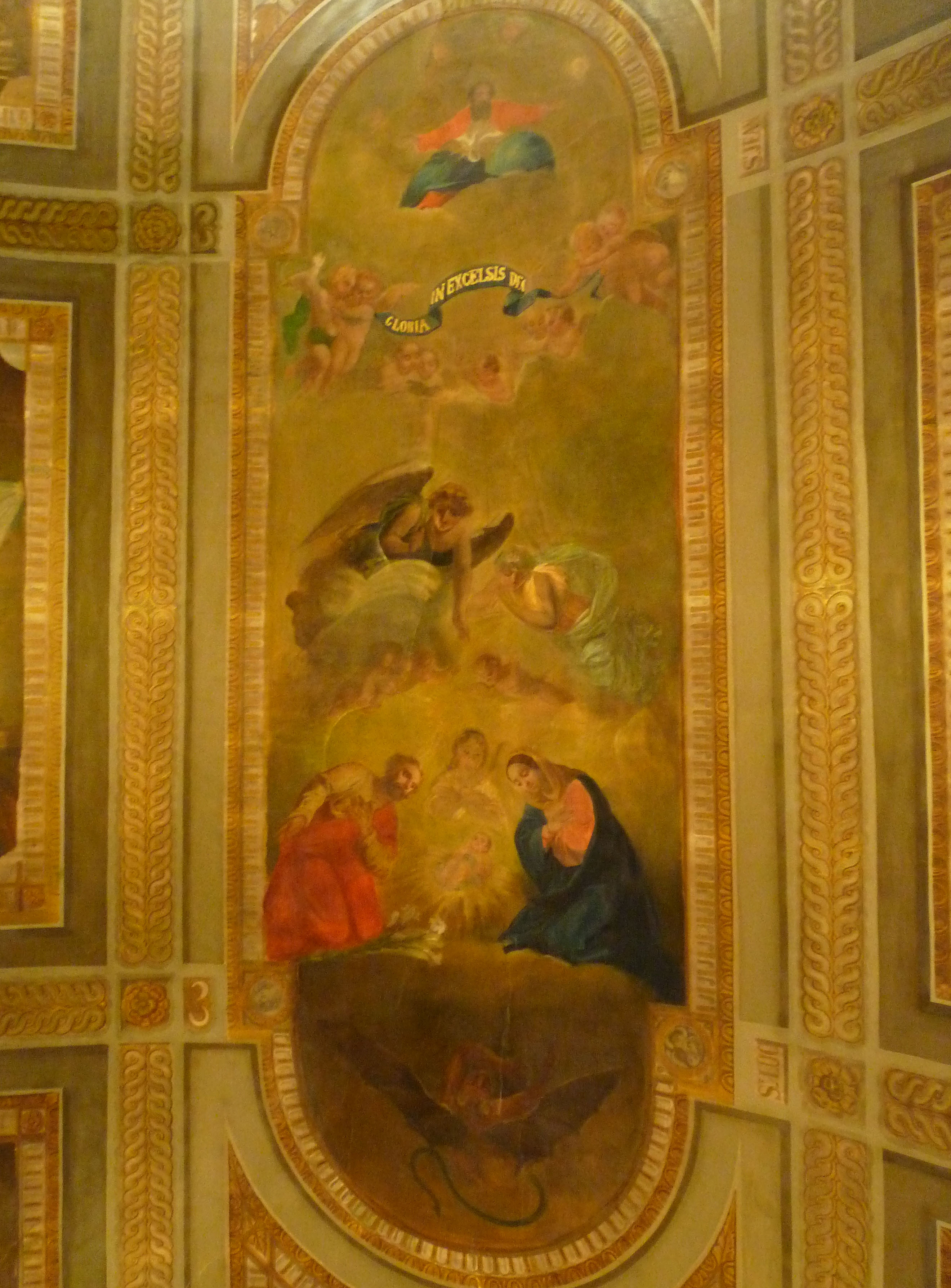
Au plafond, La Nativité.
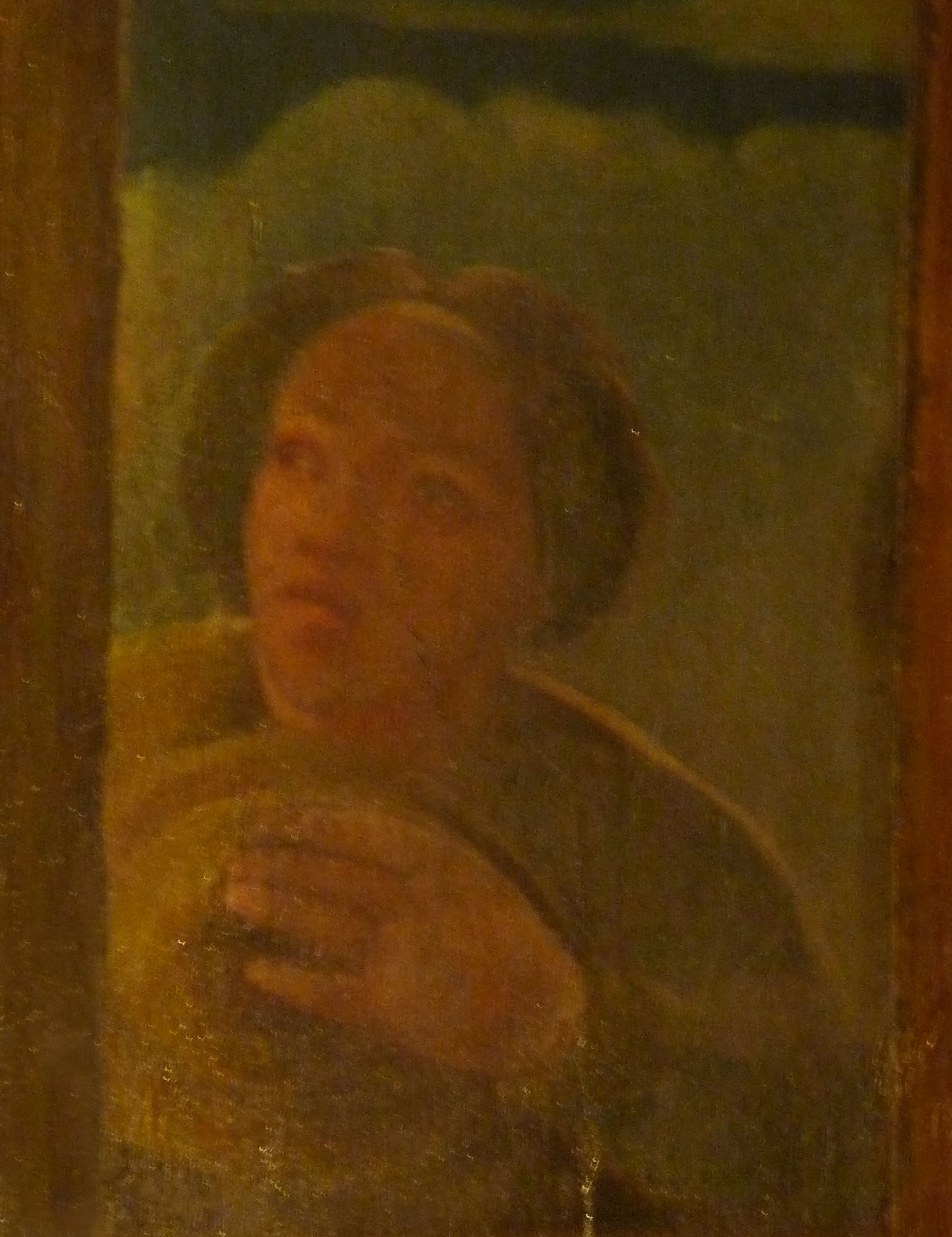
Détail : peut-être un autoportrait ?

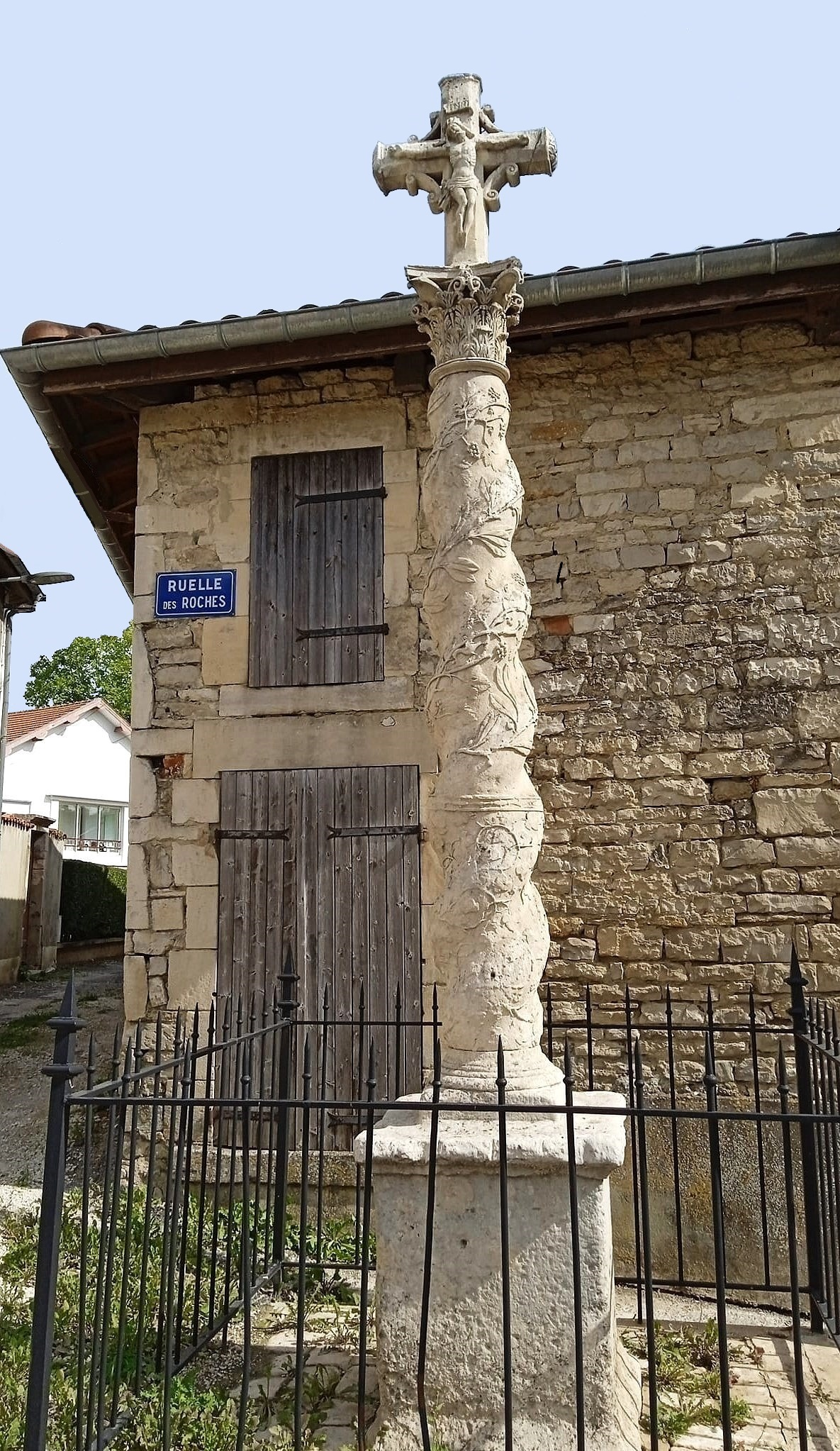
La Croix de la Pérrière

- La Croix de la Perrière, formée d'une colonne torsadée richement décorée supportant un Christ en croix et une Vierge à l'Enfant, s'élève à une hauteur de 4,40 m. À l'origine, la croix se trouvait à l'entrée du faubourg de la Perrière, d'où son nom. En 1749, on la transféra dans la rue Mauljean, son emplacement actuel. En 1903, elle fut classée par les Monuments historiques[31] et en 1912, on l'entoura d'une grille.

La Grange a été reconstruite à l'emplacement de la grange du Massacre des Protestants le 1er mars 1562.

#### Architecture civile
L'hôtel de ville date de 1779. Au cours des années 1820 il s'adjoint petit à petit d'autres bâtiments accueillant notamment : la justice de paix, un tribunal de première instance, des prisons, une chapelle et des logements. Après de nouvelles transformations et délocalisations il ne subsiste aujourd'hui que l'hôtel de ville, la justice de paix – le local héberge aujourd'hui la fanfare municipale – et quelques vestiges des prisons, accolés à la mairie. Sur le mur nord on distingue encore des inscriptions de prisonniers.

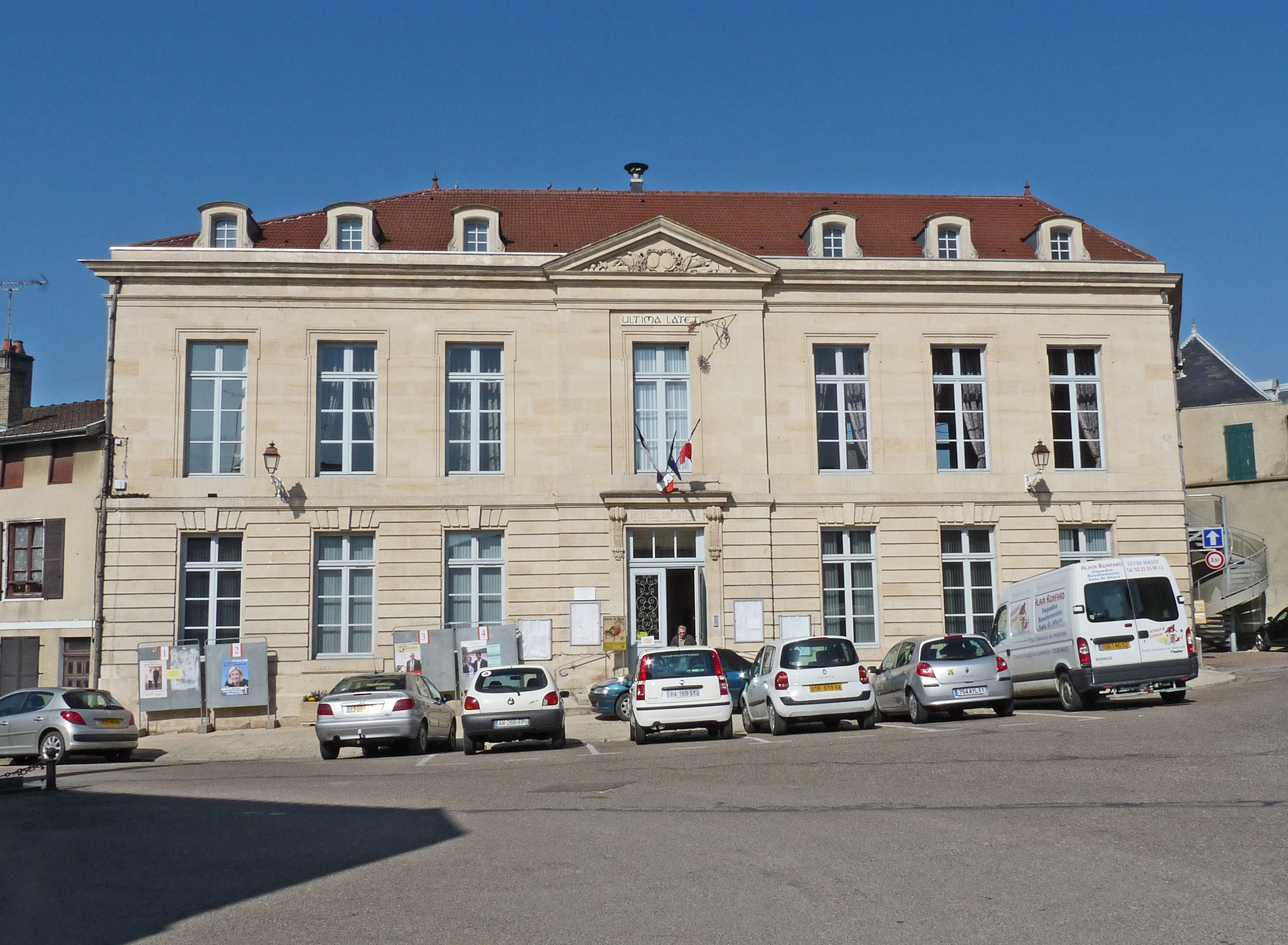
Façade de l'hôtel de ville.
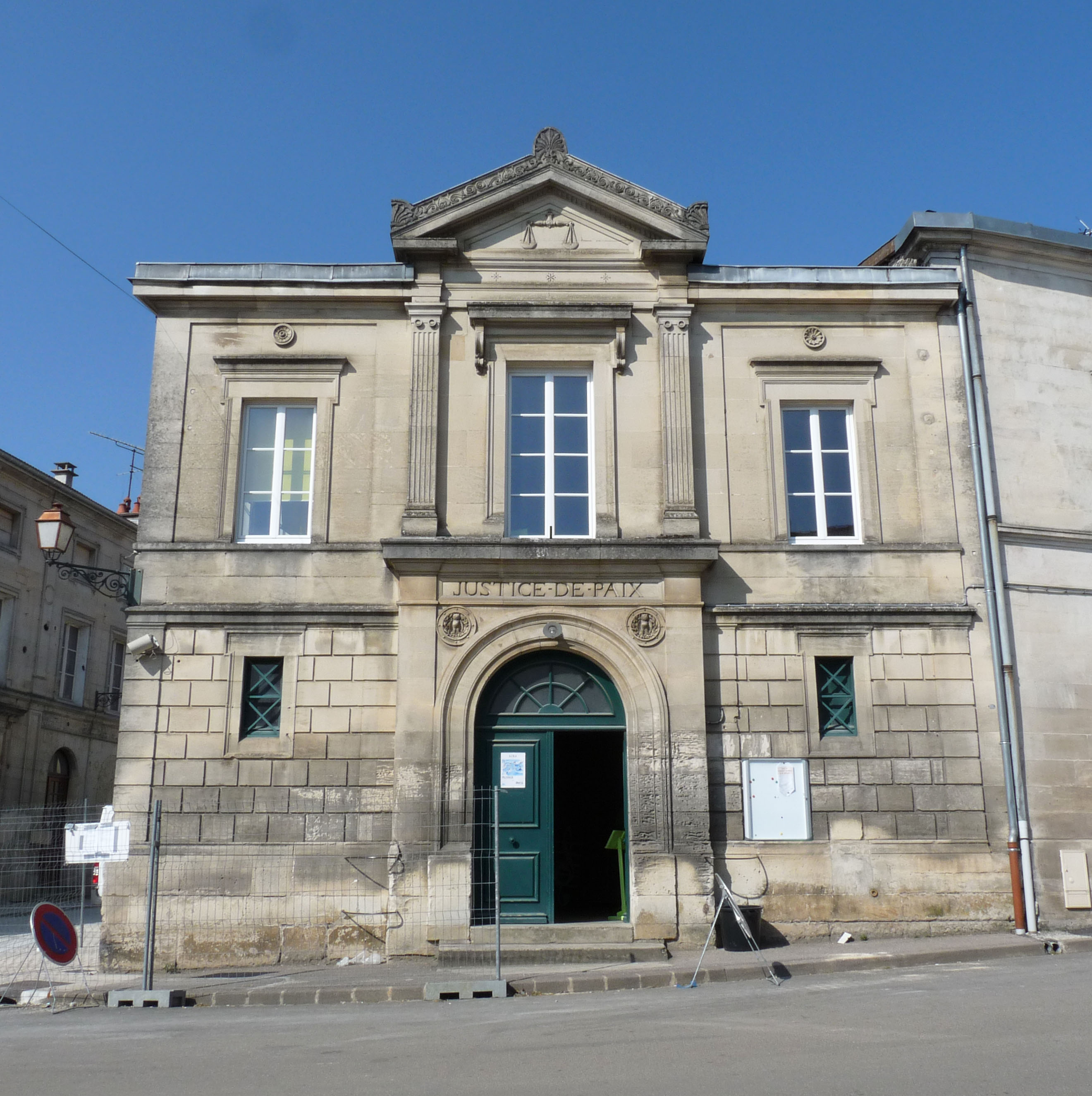
Ancienne Justice de paix.
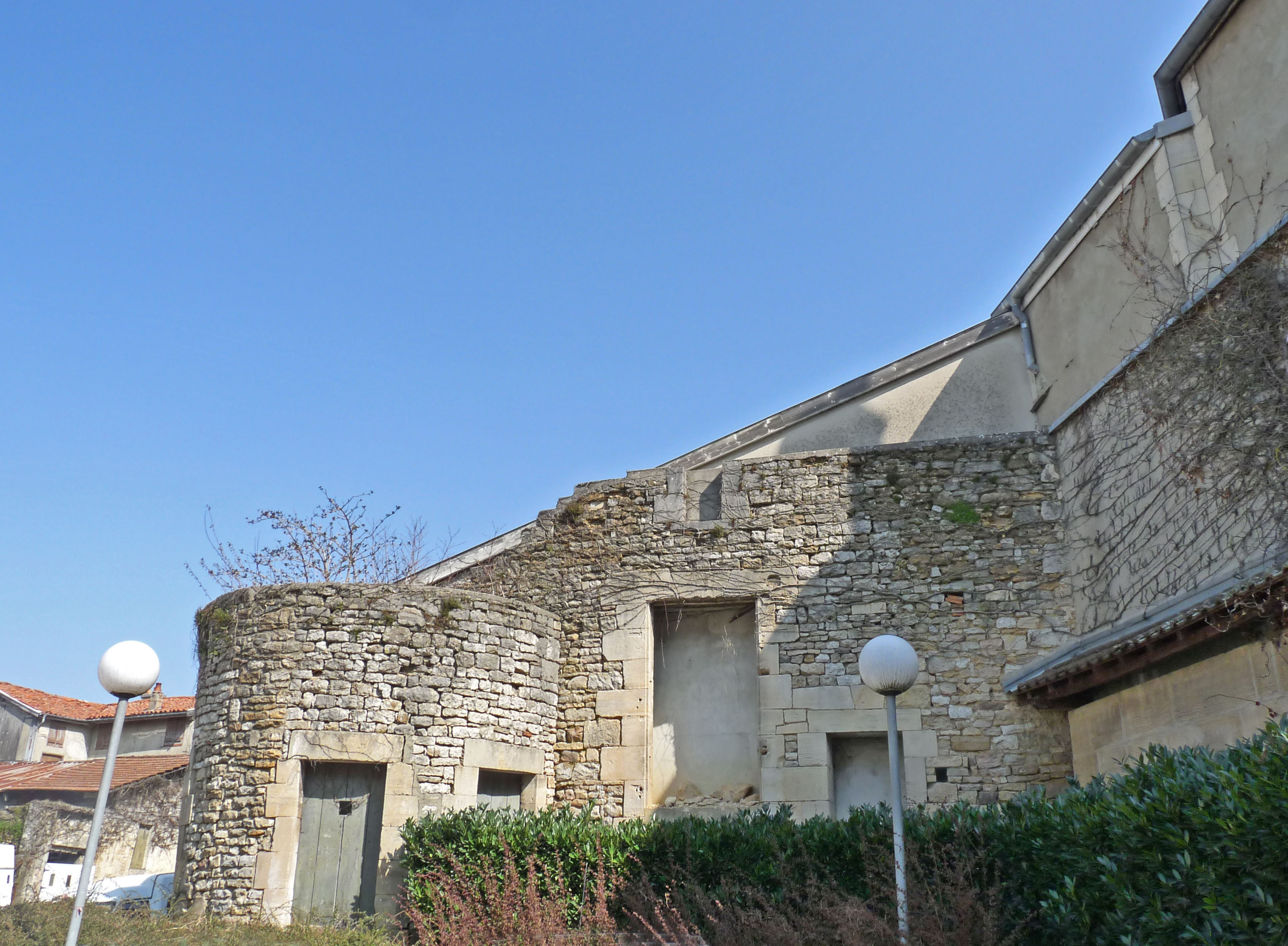
Vestiges des prisons.
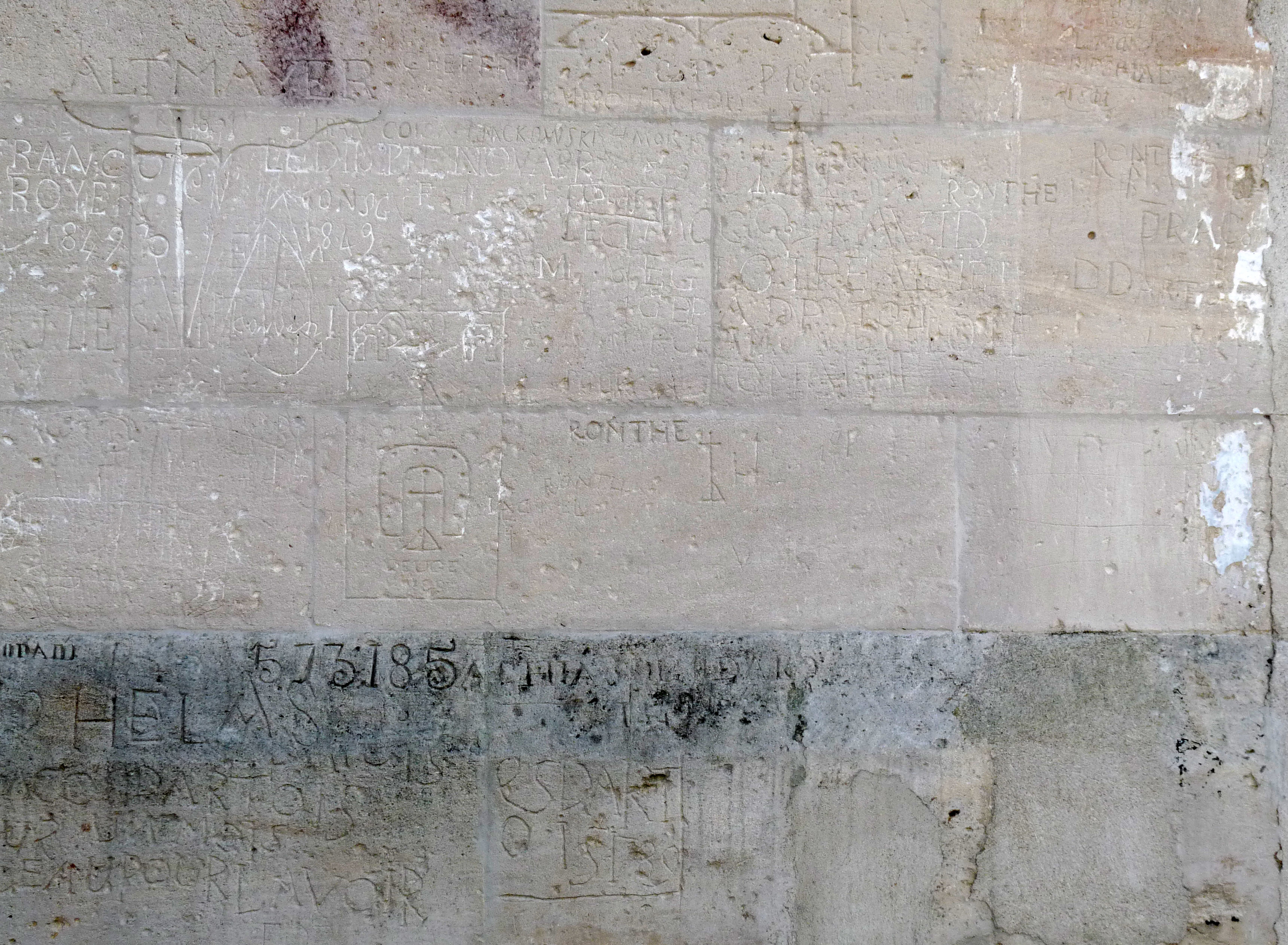
Inscriptions de prisonniers.

Le bureau du maire abrite une horloge astronomique conçue par Alexandre-François Pernot (1764-1847), père de l'artiste François Alexandre Pernot.
La gare de Wassy constitue un ensemble ferroviaire monumental caractéristique des chemins de fer de l'est au XIXe siècle. Elle est desservie par la ligne Saint-Dizier - Doulevant-le-Château. C'est aujourd'hui le siège de l'association des Amis de la Gare de Wassy qui y stationne ses véhicules ferroviaires. Plusieurs films furent tournés dans ce décor, notamment Je m'appelle Victor de Guy Jacques, en 1992 et Un vrai bonheur de Didier Caron, en 2004.
Le lac-réservoir des Lescheres est un plan d'eau artificiel situé en bordure de forêt à un kilomètre du centre-ville. Il est également connu comme « la Digue de Wassy ». Il a été créé en 1875 pour alimenter le canal des Fabriques, en relation avec l'industrie métallurgique d'alors. Sa vocation actuelle est avant tout touristique.

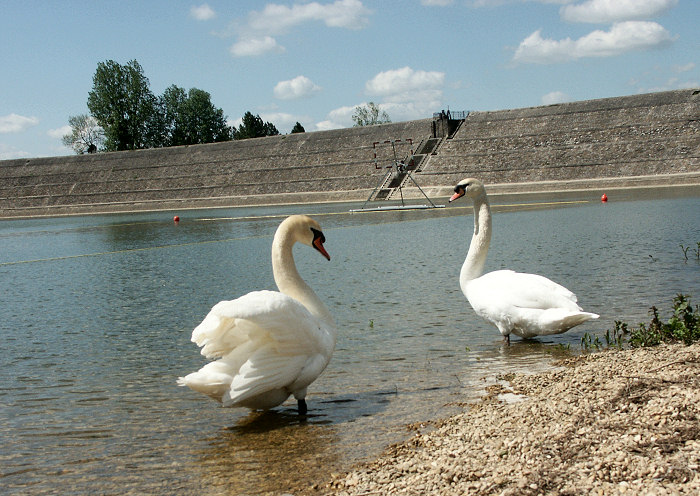
La digue.
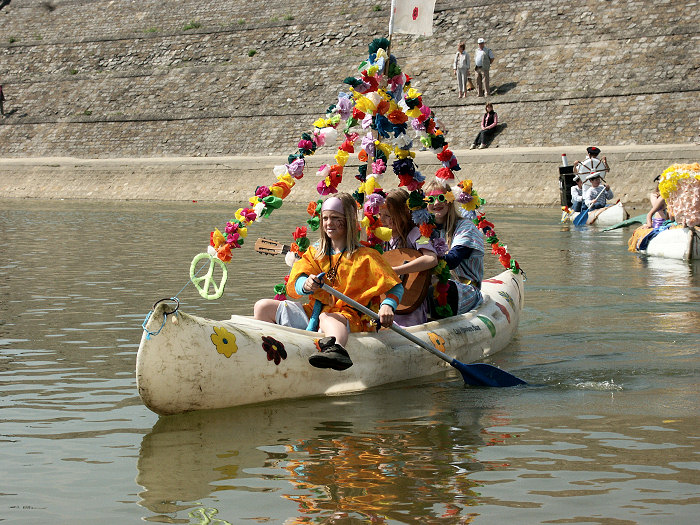
Fête du canoë-kayak.

Le parc des Promenades et ses fontes d'art :
au XVIIIe siècle, la ville connaît d'importants aménagements urbains et des promenades sont aménagées le long de la Blaise entre 1774 et 1788. Des fontes d'art de la fin du XIXe siècle, réalisées par trois artistes différents, sont érigées dans le parc, valorisant ainsi un savoir-faire régional de longue date :
- Le Triomphe de Galatée, de Jean Coulon (1889) ;
- Le Faucheur, de Sylvain Kinsburger (vers 1900) ;
- Le Cerf, de Prosper Lecourtier.

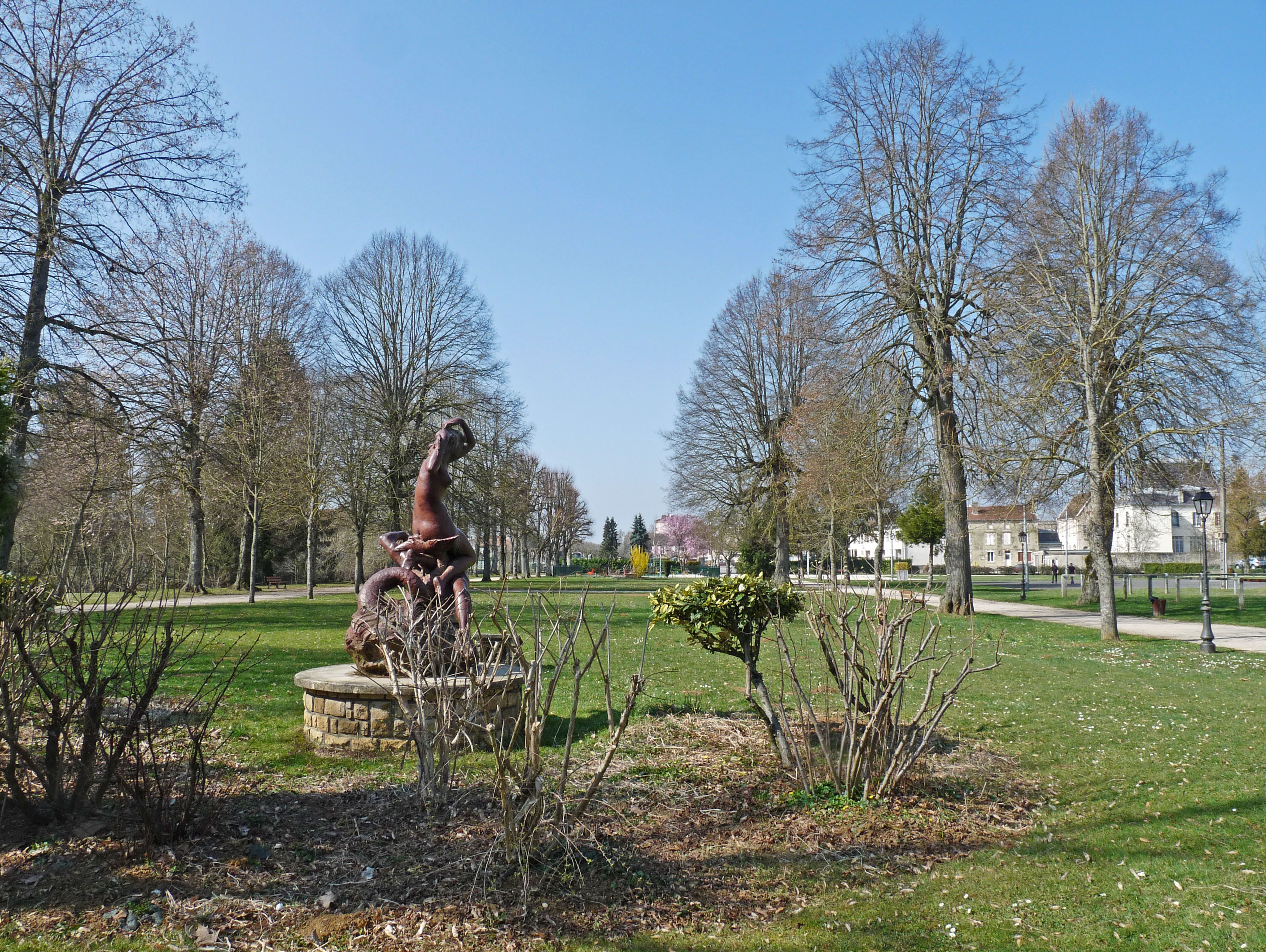
Le parc des Grandes Promenades.
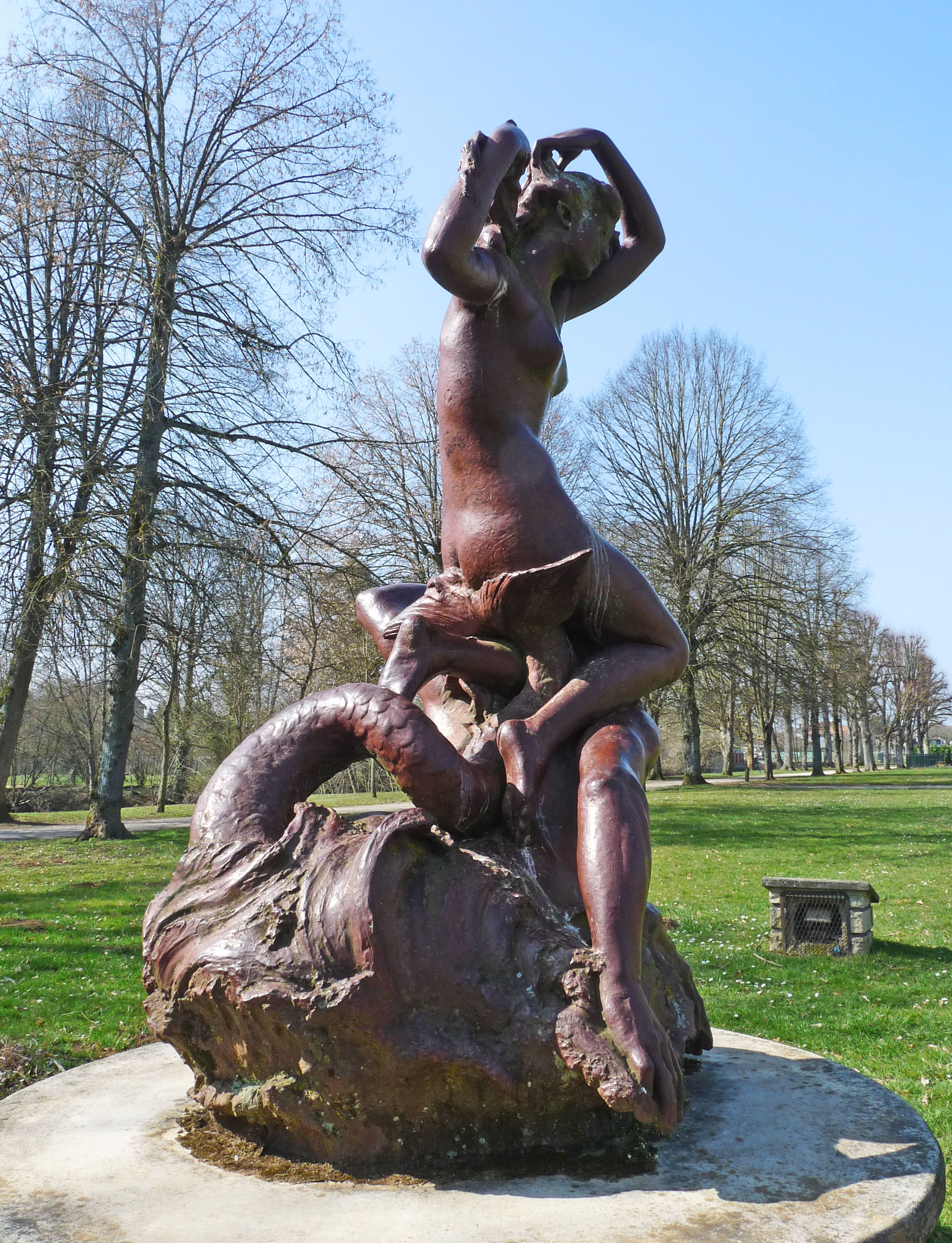
Le Triomphe de Galatée.
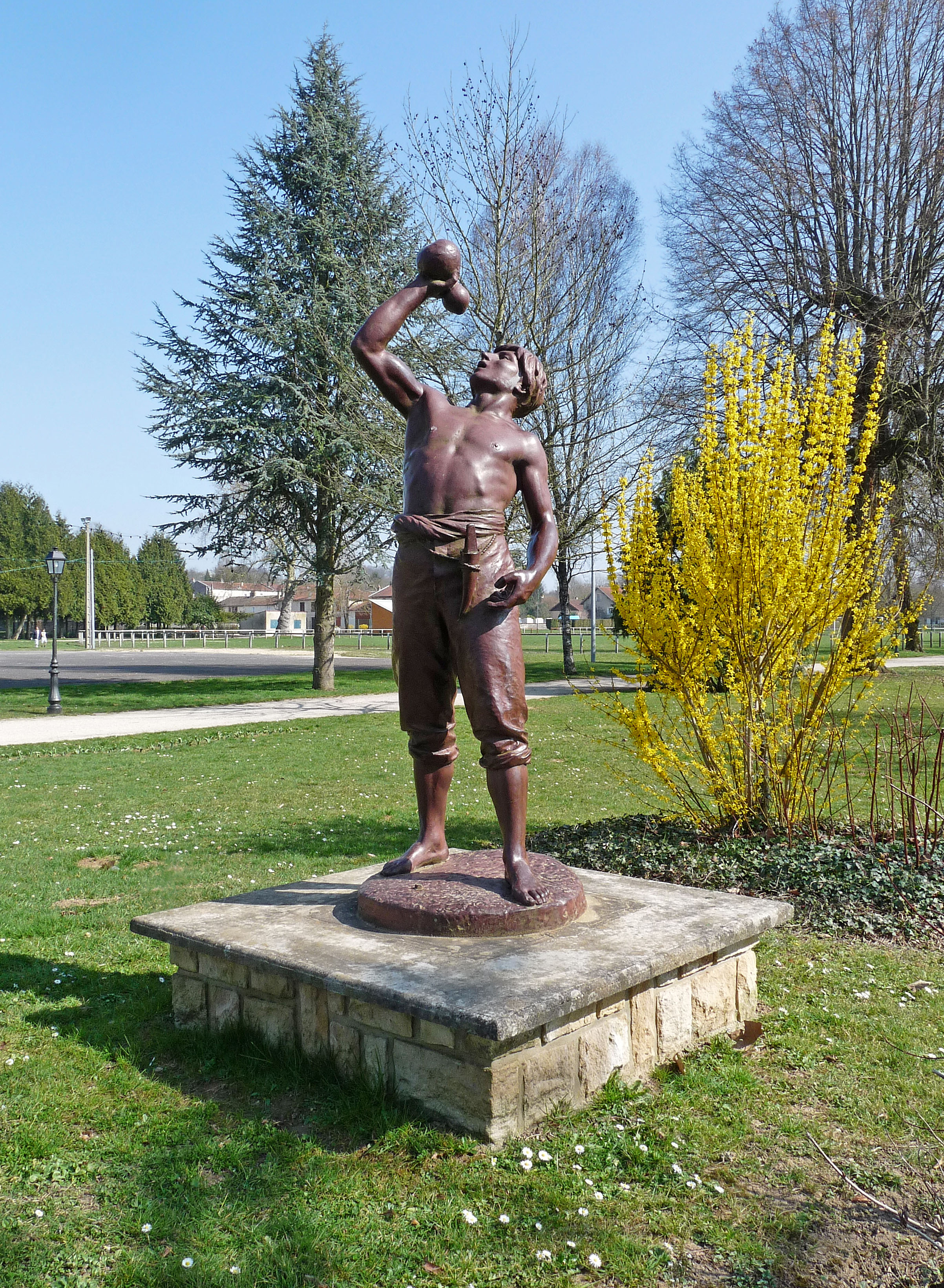
Le Faucheur.
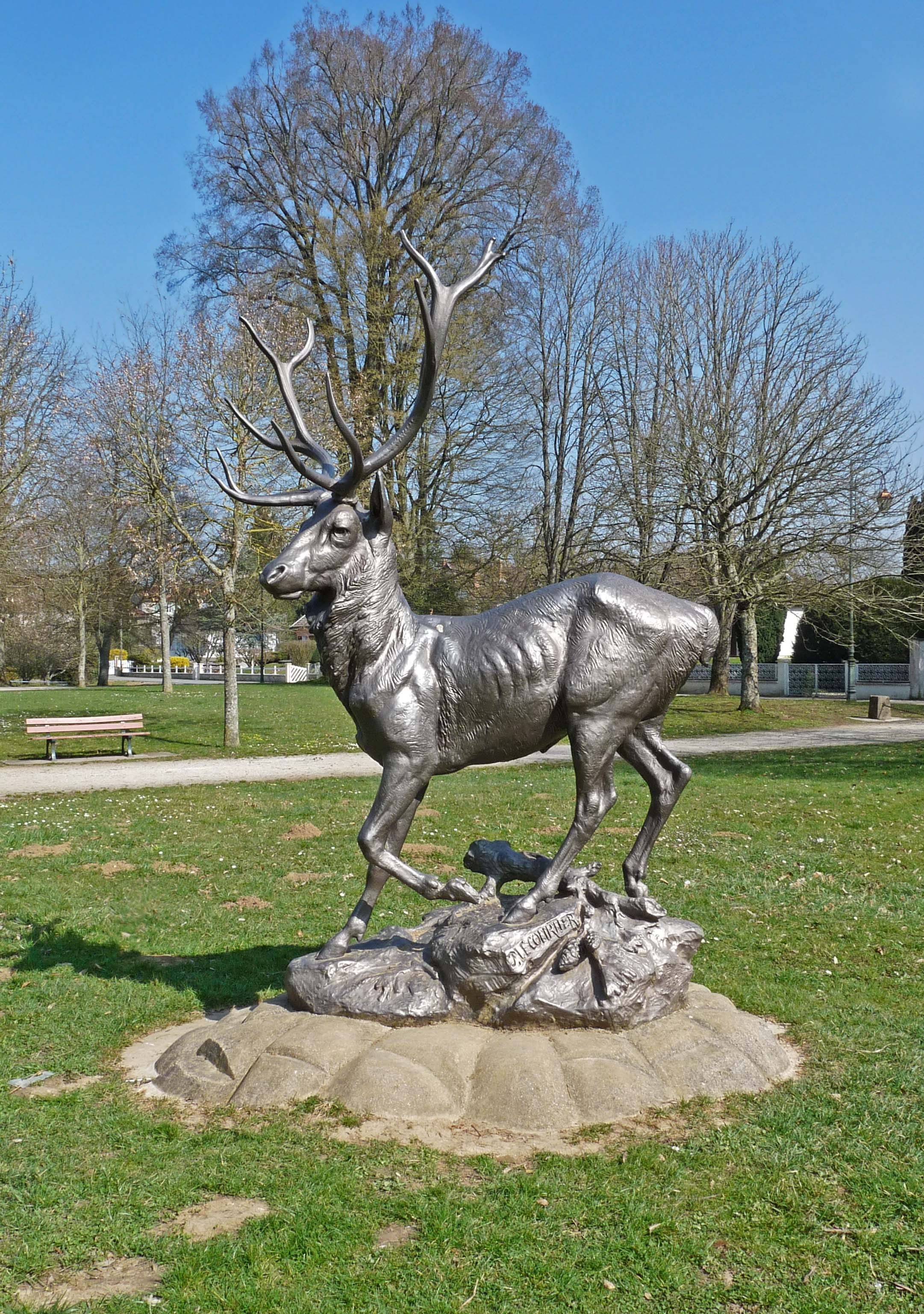
Le Cerf.

La tour du Dôme.
Le théâtre néoclassique se trouve à l'emplacement du château de Marie Stuart et a été totalement restauré en 2009.
La rue du Général-Leclerc voit au début du XXe siècle la construction de plusieurs bâtiments accueillant des services publics. En 1904, le monumental édifice de la Caisse d'épargne conçu par l'architecte Émile Robert (1865-1922) est achevé. Il se distingue par une façade au décor très éclectique – dont un buste d'Hercule – et une grille d'inspiration art nouveau. La Poste est construite en 1908 et la Perception en 1928.

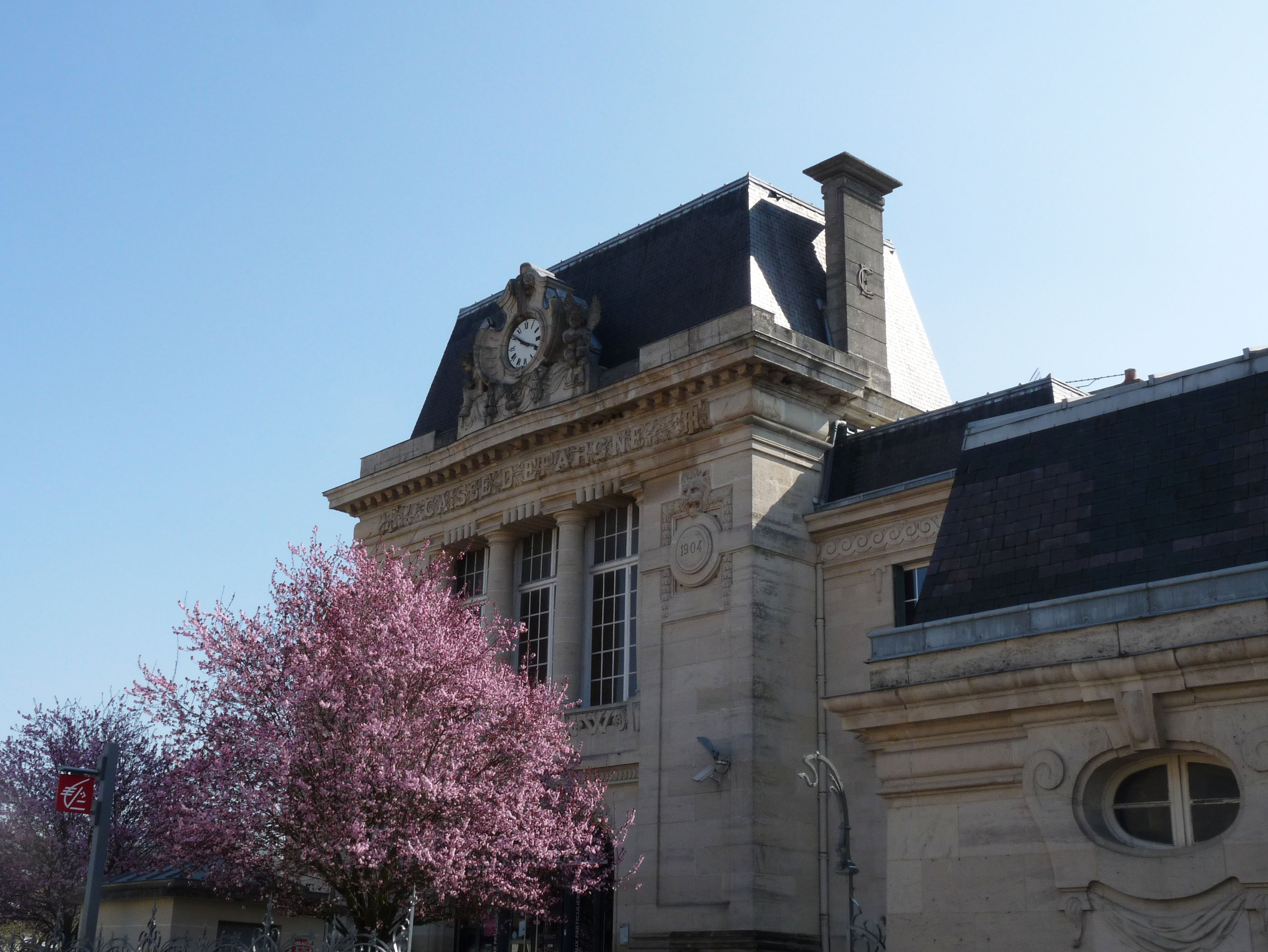
La Caisse d'Épargne (1904).
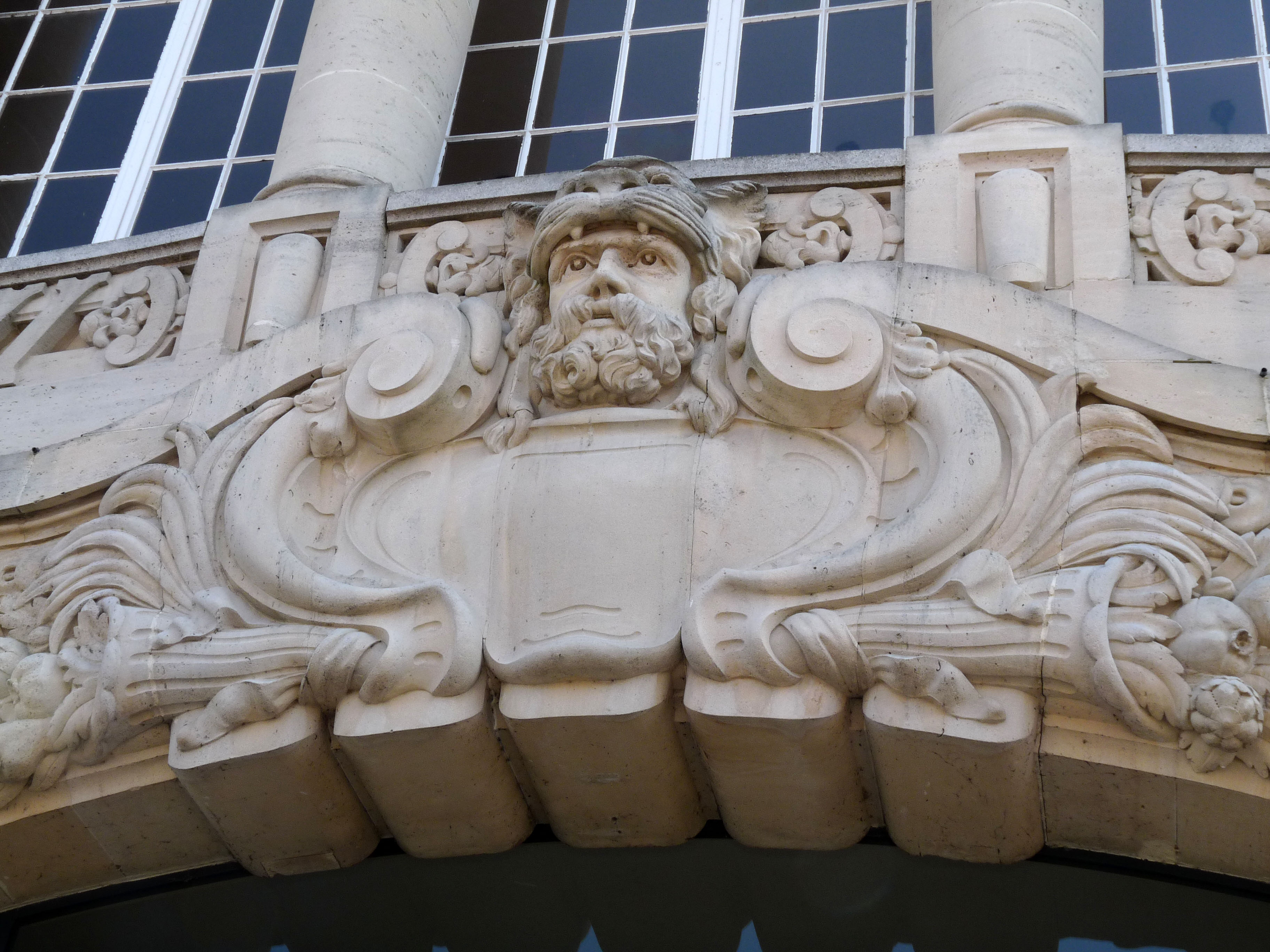
La Caisse d'Épargne (détail de la façade).
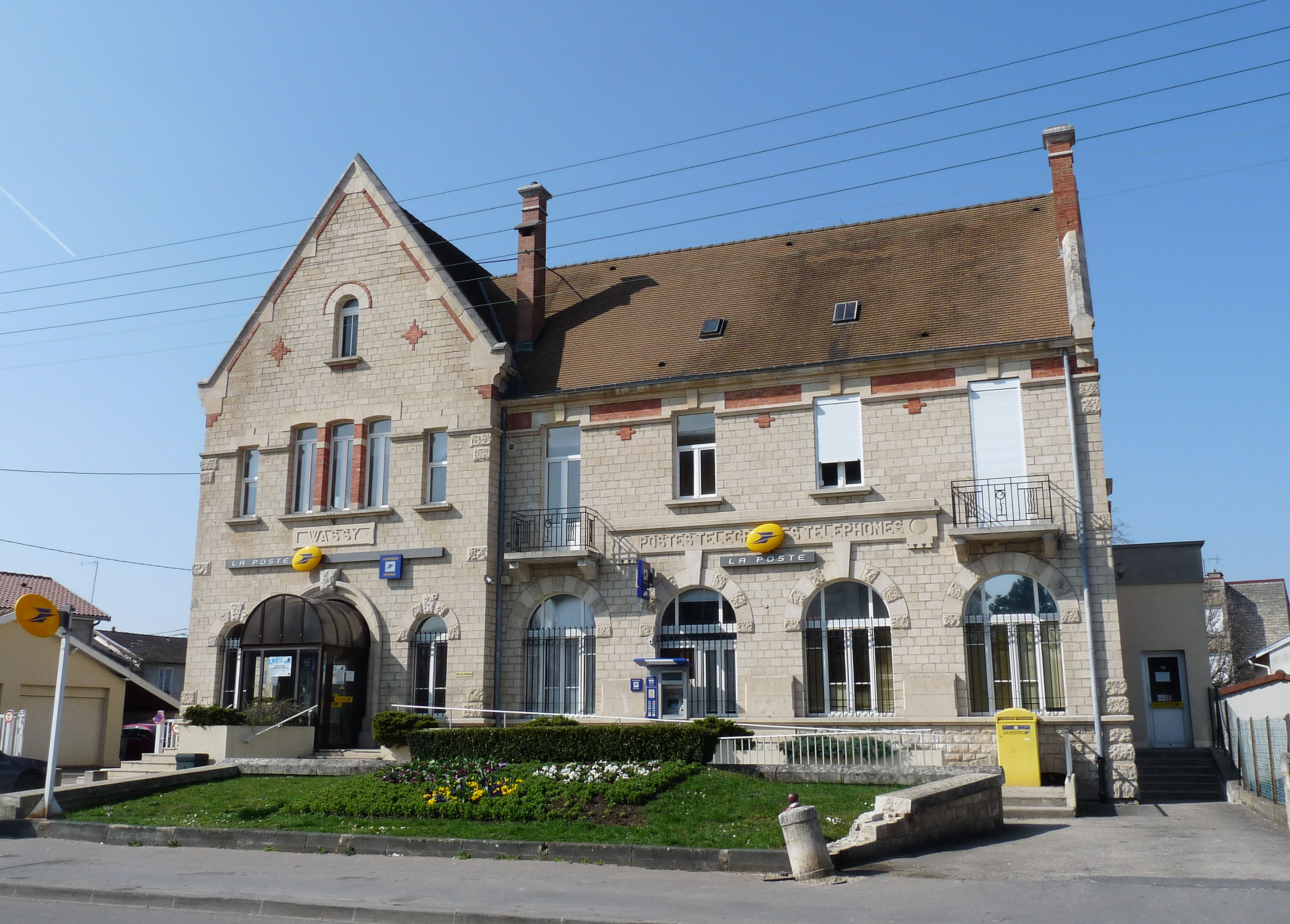
La Poste (1908).
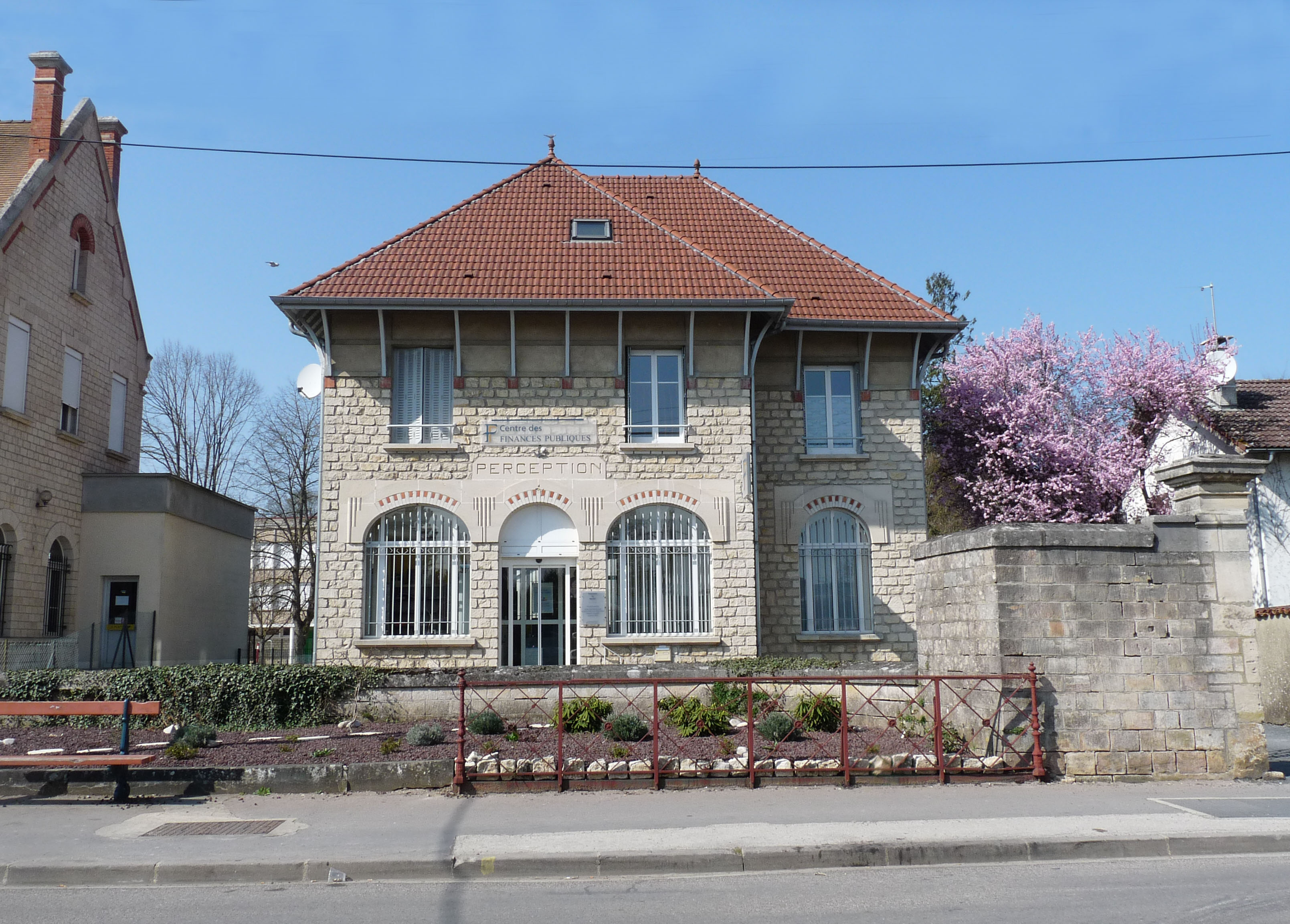
La Perception (1928).

La Barre : ancienne voie romaine de Bar-sur-Aube à Bar-le-Duc, c'est un rare exemple de tracé antique en tranchée artificielle.

### Patrimoine industriel

#### Fonderie des Petits Champs
L'entreprise actuelle (GHM) occupe l'emplacement de la première forge industrielle de France. Les premiers éléments du site industriel datent du milieu du XIXe siècle. Le haut fourneau fut édifié vers 1849 sur l'emplacement d'une ancienne forge à bras que le comte de Champagne céda à l'abbaye de Clairvaux en 1157. L'établissement fut transformé en fonderie en 1882 sous la direction d'Antoine Durenne, maître de forges à Sommevoire. On y fabriqua successivement des obus pendant la Première Guerre mondiale, de la fonte d'art, de la tuyauterie ou des pièces pour l'industrie automobile. La Générale d'hydraulique et de mécanique (GHM) fut créée en 1971. Les infrastructures occupent une surface de 75 000 m2, dont 15 000 de surface bâtie. En 1989, l'entreprise comptait 216 salariés. En 2011, GHM emploie environ 300 personnes sur le site de Wassy.

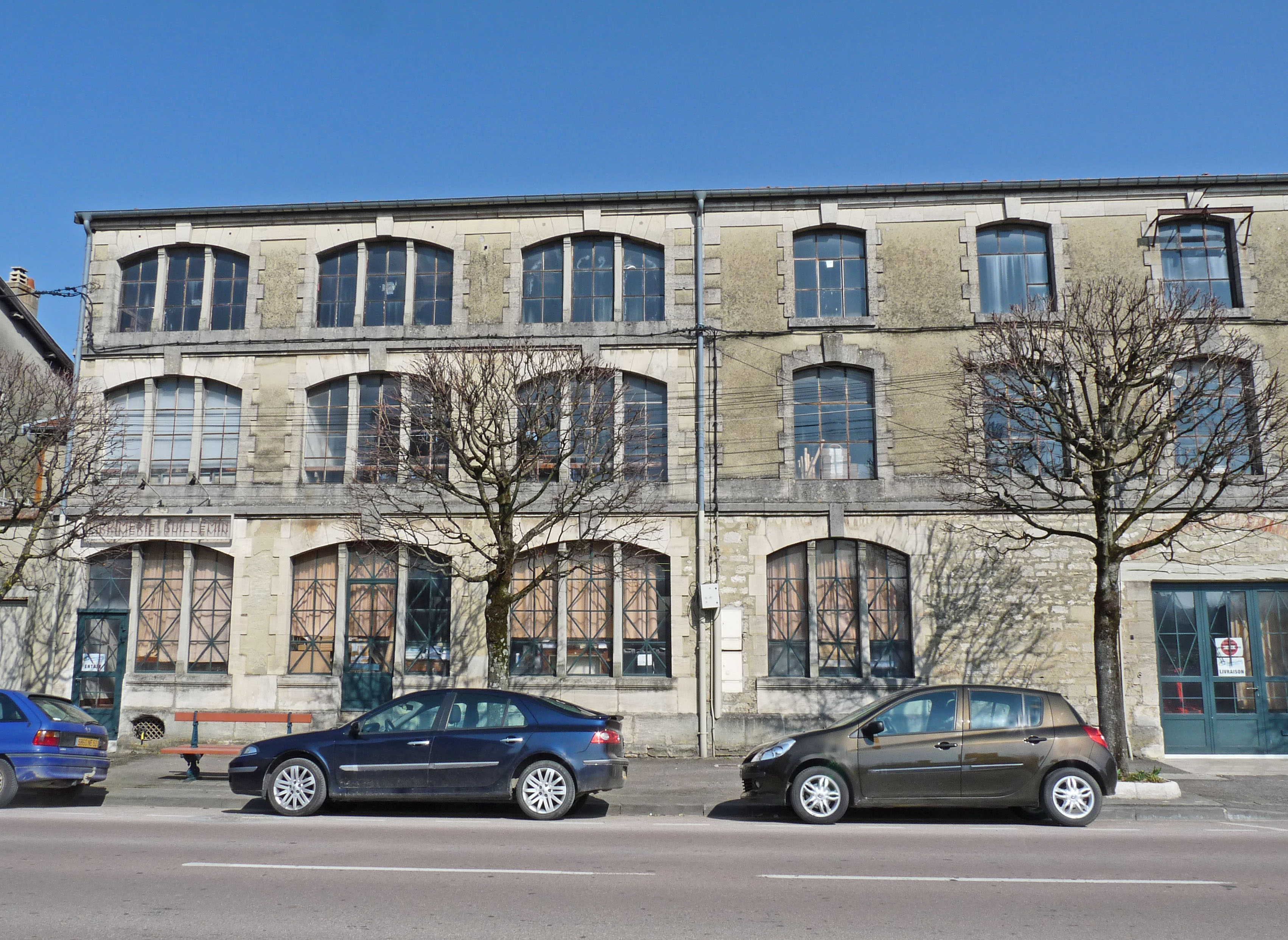
Imprimerie Guillemin : façade de l'atelier.

#### Anciennes mines de fer de Wassy
Alors que l'extraction du minerai de fer à Pont Varin est très ancienne, c'est à partir de 1870 que de véritables infrastructures industrielles y sont installées par Zénon Laduron et Cie. La Société des mines de fer de Wassy et de la Blaise est créée en 1875, la Compagnie des forges de Champagne en 1881. En 1895, 400 mineurs travaillent sur le site dont les activités cesseront vers 1922.

#### Imprimerie Guillemin
Les anciens ateliers de fabrication, le logement patronal et la cour de l'actuelle usine de typographie et de lithographie S.A. Jean Guillemin située au 22, de la rue Gresley font partie du patrimoine industriel régional. L'imprimerie a été fondée en 1833.

### Spécialités
Les caisses de Wassy, meringues aux amandes présentées dans un emballage ressemblant à une petite caisse.

### Personnalités liées à la commune
- Voir aussi la catégorie recensant les personnalités nées à Wassy.
- Jean Quirin de Mieszkowski (1744-1819), général des armées royales et de la République, décédé dans cette commune.
- Pierre Nicolas Perrin (1751-1794), homme politique de la Révolution française, député de l'Aube.
- Nicolas Joseph Leboeuf (1753-1811), magistrat et homme politique français des XVIIIe et XIXe siècles.
- Antoine Rignoux (1771-1832), général des armées de la République et de l'Empire y est né.
- Jean-Marie Antoine Defrance (1771-1855), général des armées de la République et de l'Empire (nom gravé sous l'Arc de Triomphe).
- François Alexandre Pernot, né à Wassy le 10 février 1793, fils de Alexandre François Pernot horloger, parti à Paris en 1811 pour y améliorer sa maîtrise dans la gravure, il ne cesse par la suite de peindre et de dessiner jusqu'à sa mort, le 3 novembre 1865 dans sa ville natale.
- Henri Gresley, né le 9 février 1819 à Wassy et mort le 2 mai 1890 à Paris, général, conseiller d'État et homme politique républicain français.
- Henri Havret (1848-1901), prêtre jésuite français et missionnaire en Chine, est né à Wassy
- Pierre-Gilles Chanlaire, géographe français, né à Wassy, en 1758, mort en 1817, était attaché au bureau topographique du cadastre. On lui doit plusieurs travaux recommandables de statistique et de géographie :
  - Tableau général de la nouvelle division de la France, Paris, 1802, in-4 ;
  - Description topographique et statistique de la France, 1810, 2 vol.in-4 ;
  - Atlas de la France en départements (en 86 cartes), 1818 ;
  - Atlas de grandes cartes du théâtre de la guerre en Orient, de l'Égypte, du Rhin et de la Belgique, etc.

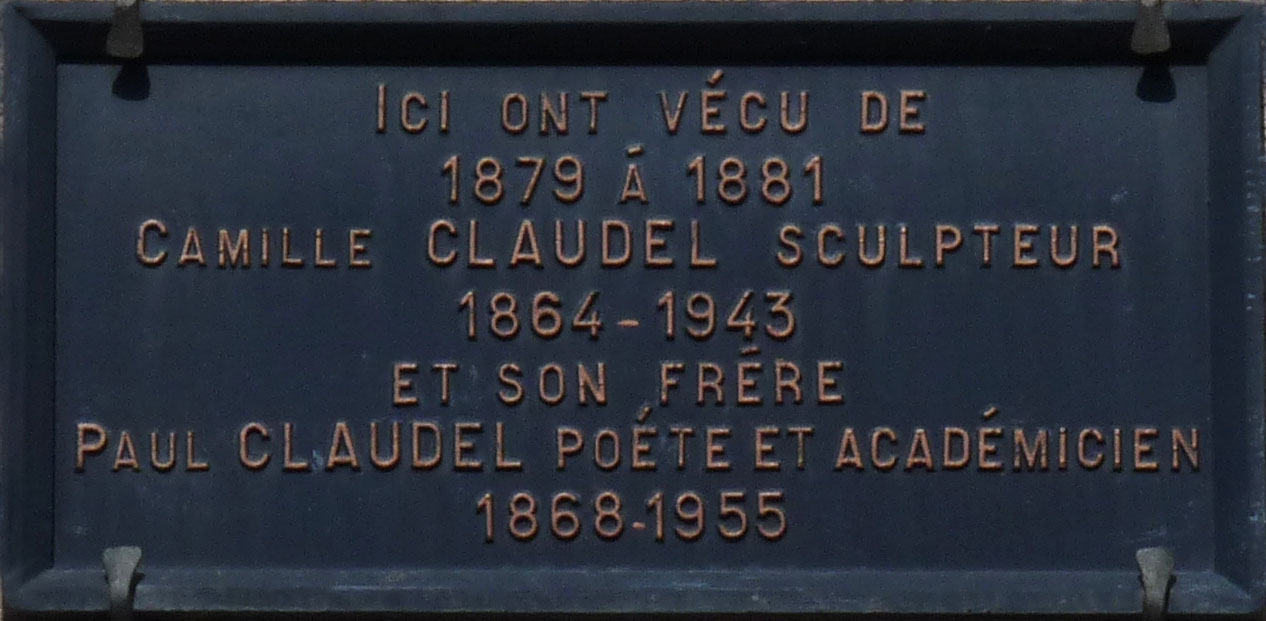
Plaque commémorative.

- Michel Creton, acteur, né à Wassy en 1942.
- Camille et Paul Claudel habitèrent Wassy de 1879 à 1881 où leur père, Louis Prosper Claudel, était conservateur des hypothèques[42].
- Max-Firmin Leclerc, écrivain et réalisateur de télévision, né à Saint-Dizier, habita Wassy de 1938 à 1941, où son père était chef de gare.
- Camille Saint-Saëns venait chez sa grand-mère à Wassy.
- André-Gaston Prételat, né à Wassy le 14 novembre 1874 sous le patronyme de Pettelat modifié en Pretelat en 1931. Il décèdera le 6 décembre 1969. Général de corps d'armée, Grand Croix de la Légion d'honneur. Auteur du livre: Le destin tragique de la ligne Maginot.

### Héraldique
| Blason de Wassy | Blason  | D'argent aux deux drapeaux au naturel passés en sautoir, surmontés d'une lettre W capitale de sable, au chef d'azur chargé de trois fleurs de lys d'or.                                                                        |
| Blason de Wassy | Détails | |
| Blason de Wassy | Alias   | D'argent à deux drapeaux aux hampes d'argent, posés en sautoir et liés de même : le drapeau de dextre est aux armes de France, celui de senestre aux armes de Lorraine, et un chef d'azur, chargé de trois fleurs de lys d'or. |